# Dampierre-en-Burly
Pour les articles homonymes, voir Dampierre.
Dampierre-en-Burly est une commune française située dans le département du Loiret en région Centre-Val de Loire.
Sur son territoire se trouve depuis 1975 la centrale nucléaire du même nom.

## Géographie

### Localisation

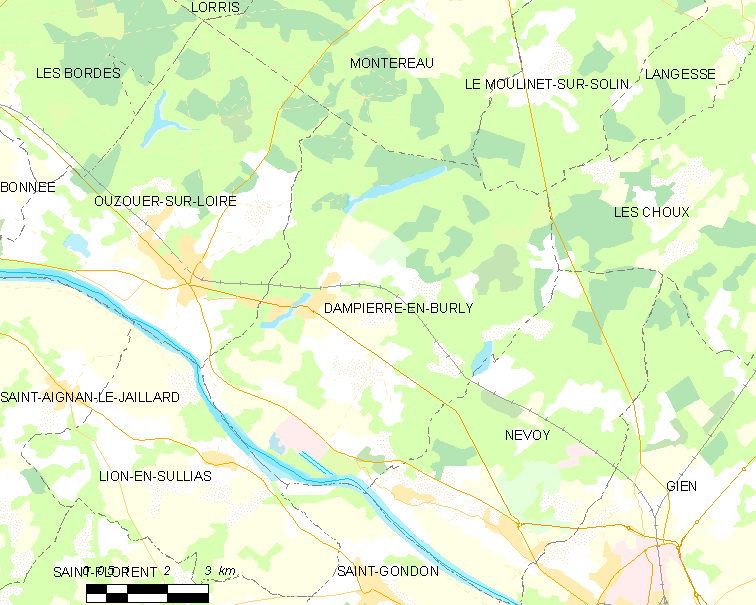
Carte de la commune de Dampierre-en-Burly et des communes limitrophes

La commune de Dampierre-en-Burly se trouve dans le quadrant sud-est du département du Loiret, dans la région agricole de l'Orléanais,.  À vol d'oiseau, elle se situe à 48,3 km  d'Orléans, préfecture du département, et à 3,0 km d'Ouzouer-sur-Loire, ancien chef-lieu du canton dont dépendait la commune avant mars 2015. La commune fait partie du bassin de vie de Sully-sur-Loire dont elle est éloignée de 11,0 km.
Les communes les plus proches sont : Ouzouer-sur-Loire (3 km), Lion-en-Sullias (4,6 km), Saint-Aignan-le-Jaillard (6,4 km), Saint-Gondon (7,3 km), Nevoy (7,3 km), Saint-Florent (8,7 km), Les Bordes (10,4 km), Bonnée (10,7 km), Sully-sur-Loire (11 km) et Poilly-lez-Gien (11,1 km).
| Ouzouer-sur-Loire                          | Montereau                      | Les Choux / Langesse / Le Moulinet-sur-Solin |
| Ouzouer-sur-Loire                          | Dampierre-en-Burly             | Nevoy / Les Choux                            |
| Saint-Aignan-le-Jaillard / Lion-en-Sullias | Lion-en-Sullias / Saint-Gondon | Saint-Gondon / Nevoy                         |

### Géologie et relief

#### Géologie
La commune se situe dans le sud du Bassin parisien, le plus grand des trois bassins sédimentaires français. Cette vaste dépression, occupée dans le passé par des mers peu profondes et des lacs, a été comblée, au fur et à mesure que son socle s’affaissait, par des sables et des argiles, issus de l’érosion des reliefs alentours, ainsi que des calcaires d’origine biologique, formant ainsi une succession de couches géologiques.
Les couches affleurantes sur le territoire communal sont constituées de formations superficielles du Quaternaire et de roches sédimentaires datant du Cénozoïque, l'ère géologique la plus récente sur l'échelle des temps géologiques, débutant il y a 66 millions d'années, et du Mésozoïque, anciennement appelé Ère secondaire, qui s'étend de −252,2 à −66,0 Ma. La formation la plus ancienne est de la craie blanche à silex remontant à la période Crétacé. La formation la plus récente est des alluvions récentes des lits mineurs remontant à l’époque Holocène de la période Quaternaire. Le descriptif de ces couches est détaillé dans  les feuilles « n°399 - Châteauneuf-sur-Loire » et « n°400 - Châtillon-Coligny » de la carte géologique au 1/50 000ème du département du Loiret, et leurs notices associées,.

Carte géologique de la commune.

|  | Fz :  | alluvions récentes des lits mineurs, Holocène                                                     |
|  | FC :  | alluvions et colluvions du fond des vallées secondaires, Holocène                                 |
|  | Fy :  | alluvions récentes des levées et montilles de la Loire et des basses terrasses du Loing, Holocène |
|  | Fvb : | alluvions de haute terrasse, Pléistocène (Mindel), terrasse +20 m                                 |

|  | qOE : | Limons et Loess, Quaternaire |

|  | m3-p1SASo : | sables et argiles de Sologne, Langhien supérieur à Pliocène inférieur |

|  | e4PN : | poudingue de Nemours, Paléocène-Éocène inférieur |

|  | c3-5Cr : | craie blanche à silex, Sénonien |

#### Relief
La superficie cadastrale de la commune publiée par l’Insee, qui sert de références dans toutes les statistiques, est de 47,44 km2,. La superficie géographique, issue de la BD Topo, composante du Référentiel à grande échelle produit par l'IGN, est quant à elle de 48,29 km2. Son relief est relativement plat puisque la dénivelée maximale atteint 44 mètres. L'altitude du territoire varie entre 117 m et 161 m.

### Hydrographie
- La Loire marque la limite sud-ouest de la commune.
- Étang de Corcambon, étang du Grand Moulin.

### Climat
Pour des articles plus généraux, voir Climat du Centre-Val de Loire et Climat du Loiret.
En 2010, le climat de la commune est de type climat océanique dégradé des plaines du Centre et du Nord, selon une étude du CNRS s'appuyant sur une série de données couvrant la période 1971-2000. En 2020, Météo-France publie une typologie des climats de la France métropolitaine dans laquelle la commune est exposée à un climat océanique altéré et est dans la région climatique Centre et contreforts nord du Massif Central, caractérisée par un air sec en été et un bon ensoleillement.
Pour la période 1971-2000, la température annuelle moyenne est de 10,8 °C, avec une amplitude thermique annuelle de 15,6 °C. Le cumul annuel moyen de précipitations est de 733 mm, avec 11,2 jours de précipitations en janvier et 7,4 jours en juillet. Pour la période 1991-2020, la température moyenne annuelle observée sur la station météorologique de Météo-France la plus proche, sur la commune de Villemurlin à 16 km à vol d'oiseau, est de 11,6 °C et le cumul annuel moyen de précipitations est de 691,2 mm,. Pour l'avenir, les paramètres climatiques de la commune estimés pour 2050 selon différents scénarios d'émission de gaz à effet de serre sont consultables sur un site dédié publié par Météo-France en novembre 2022.

### Milieux naturels et biodiversité

#### Zones Natura 2000
Le réseau Natura 2000 est un réseau écologique européen de sites naturels d’intérêt écologique élaboré à partir des Directives «Habitats » et «Oiseaux ». Ce réseau est constitué de Zones Spéciales de Conservation (ZSC) et de Zones de Protection Spéciale (ZPS). Dans les zones de ce réseau, les États Membres s'engagent à maintenir dans un état de conservation favorable les types d'habitats et d'espèces concernés, par le biais de mesures réglementaires, administratives ou contractuelles. L'objectif est de promouvoir une gestion adaptée des habitats tout en tenant compte des exigences économiques, sociales et culturelles, ainsi que des particularités régionales et locales de chaque État Membre. les activités humaines ne sont pas interdites, dès lors que celles-ci ne remettent pas en cause significativement l’état de conservation favorable des habitats et des espèces concernés,.
Les sites Natura 2000 présents sur le territoire communal de Dampierre-en-Burly sont au nombre de quatre.

##### Sites d'importance communautaire (Directive "Habitats")
| Numéro    | Type | Nom                                                 | Arrêté                   | Document d’objectifs   | Localisation                                                                              |
| --------- | ---- | --------------------------------------------------- | ------------------------ | ---------------------- | ----------------------------------------------------------------------------------------- |
| FR2400524 | SIC  | Forêt d’Orléans et périphérie                       | Arrêté du 20 août 2014.  | Validé le 10 juin 2005 | Un noyau est localisé dans la partie nord de la commune, en limite du Moulinet sur Solin. |
| FR2400528 | SIC  | Vallée de la Loire de Tavers à Belleville-sur-Loire | Arrêté du 13 avril 2007. | Validé le 10 juin 2005 | Frange sud de la commune.                                                                 |

Le site de la « forêt d'Orléans et périphérie », d'une superficie totale de 2 226,40 ha, est morcelé en 38 entités. Celles-ci, de tailles variables (de 0,9 à 347 ha), sont disséminées sur les 3 massifs et leurs périphéries. Au cours de la réalisation du document d'objectifs, à la suite des inventaires de terrain, l'absence d'habitat ou habitat d'espèce d'intérêt communautaire dans certaines entités a conduit à la proposition de leur suppression (13 entités concernées, pour une surface totale de 207,90 ha).  L'intérêt du site réside dans la qualité des zones humides (étangs, tourbières, marais, mares), la grande richesse floristique, avec un intérêt élevé pour les bryophytes, les lichens et les champignons. 17 habitats naturels d’intérêt communautaire sont répertoriés sur le site qui présente aussi un intérêt faunistique, notamment l’avifaune, les chiroptères, les amphibiens et les insectes. Ce site présente une faible vulnérabilité dans les conditions actuelles de gestion ; il s’agit en effet de parcelles de forêt domaniale dont la gestion actuelle n’induit pas de contraintes particulières pour les espèces citées. Certaines comme le balbuzard pêcheur font l’objet d’une surveillance. D’autres espèces justifieraient un suivi, comme le sonneur à ventre jaune, l’aigle botté, la pie-grièche écorcheur.
Le site de la « Vallée de la Loire de Tavers à Belleville-sur-Loire », d'une superficie de 7 120 ha, concerne 51 communes. La délimitation de ce site Natura 2000 est très proche de celle correspondant à la Directive Oiseaux. L'intérêt majeur du site repose sur les milieux ligériens liés à la dynamique du fleuve, qui hébergent de nombreuses espèces citées en annexe II de la directive Habitats.

##### Zones de protection spéciale (Directive "Oiseaux")
| Numéro    | Type | Nom                          | Arrêté                      | Document d’objectifs   | Localisation                       |
| --------- | ---- | ---------------------------- | --------------------------- | ---------------------- | ---------------------------------- |
| FR2410018 | ZPS  | Forêt d’Orléans              | Arrêté du 23 décembre 2003. | Validé le 10 juin 2005 | Dans la partie nord de la commune. |
| FR2410017 | ZPS  | Vallée de la Loire du Loiret | Arrêté du 4 mai 2007.       |                        | Frange sud de la commune.          |

Le site de la « forêt d'Orléans » s'étend du nord-est de l'agglomération orléanaise jusqu'aux portes de Gien, suivant un arc de cercle d'une soixantaine de kilomètres de long et d'une largeur variant de 2 à 15 km environ. Cet ensemble forestier quasi continu est majoritairement domanial. La forêt domaniale est constituée de trois massifs distincts, de l'ouest vers l'est, les massifs d'Orléans, Ingrannes et Lorris (communément considéré en deux sous-massifs : Lorris-Châteauneuf et Lorris-Dampierre-en-Burly), en périphérie desquels se trouvent d'autres parcelles forestières. La surface globale des trois massifs domaniaux est de 34 500 hectares. D'une surface totale de 32 177 ha, le site est constitué de deux grandes entités couvrant la presque intégralité des massifs forestiers domaniaux d'Ingrannes et de Lorris. Ces deux grandes entités englobent également d'autres parcelles forestières, ainsi que des étangs, en périphérie, de même que la grande « clairière » de Sully-la-Chapelle, Ingrannes et Seichebrières incluse dans le massif d'Ingrannes. Ce site présente un grand intérêt ornithologique notamment avec la nidification du balbuzard pêcheur, de l'aigle botté, du circaète Jean-le-Blanc, de la bondrée apivore, du busard Saint-Martin, de l'engoulevent d'Europe, des pics noir, mar et cendré, de l'alouette lulu et de la fauvette pitchou. Les étangs constituent par ailleurs des sites d'étape migratoire importants pour différentes espèces.

Sélection de représentants de l'avifaune de la zone Natura 2000 « Forêt d'Orléans».
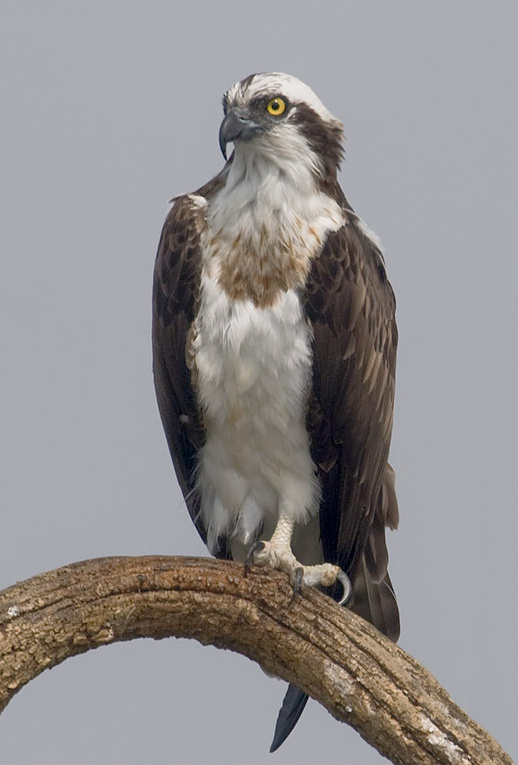
Balbuzard pêcheur
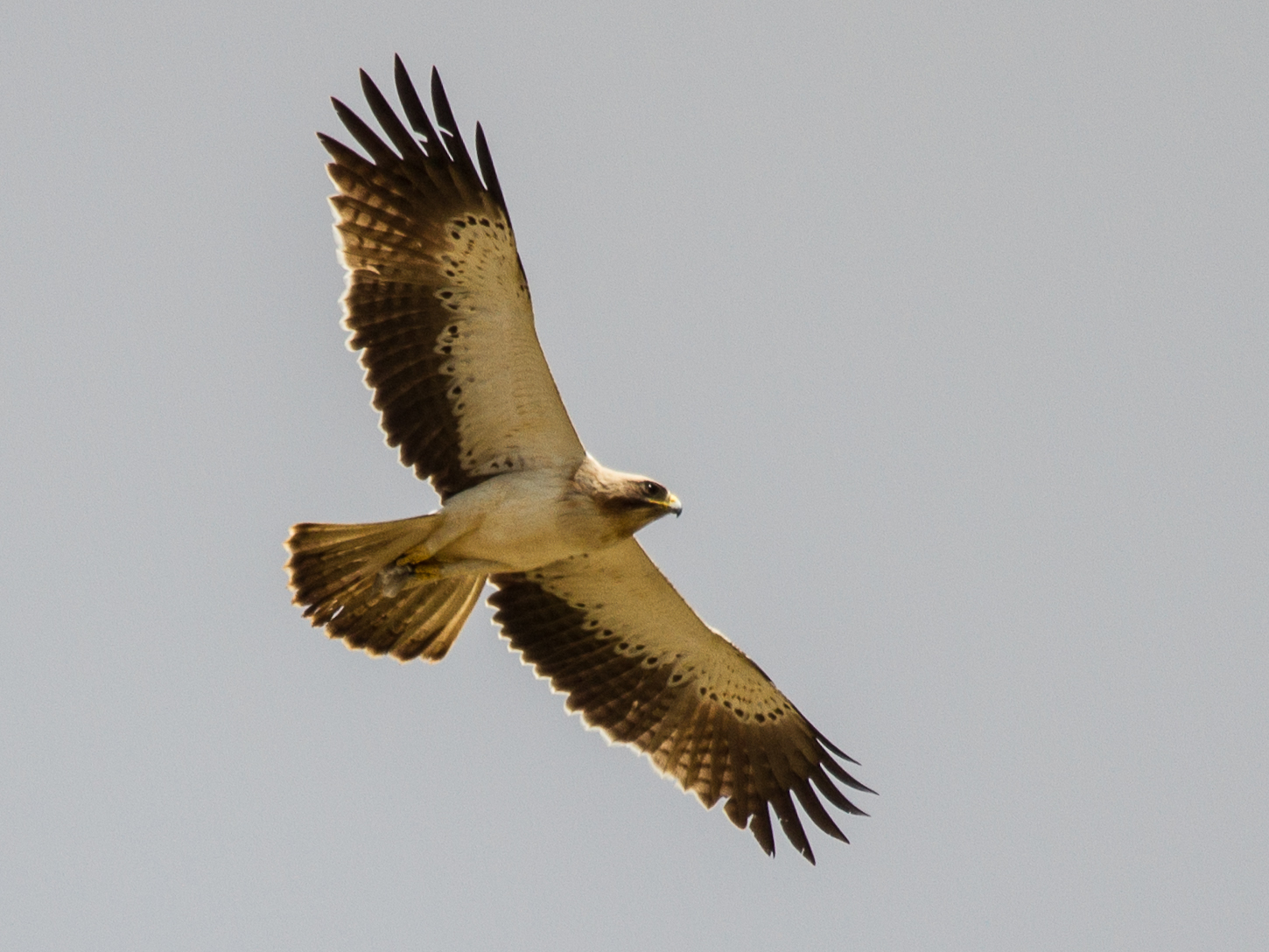
Aigle botté en vol
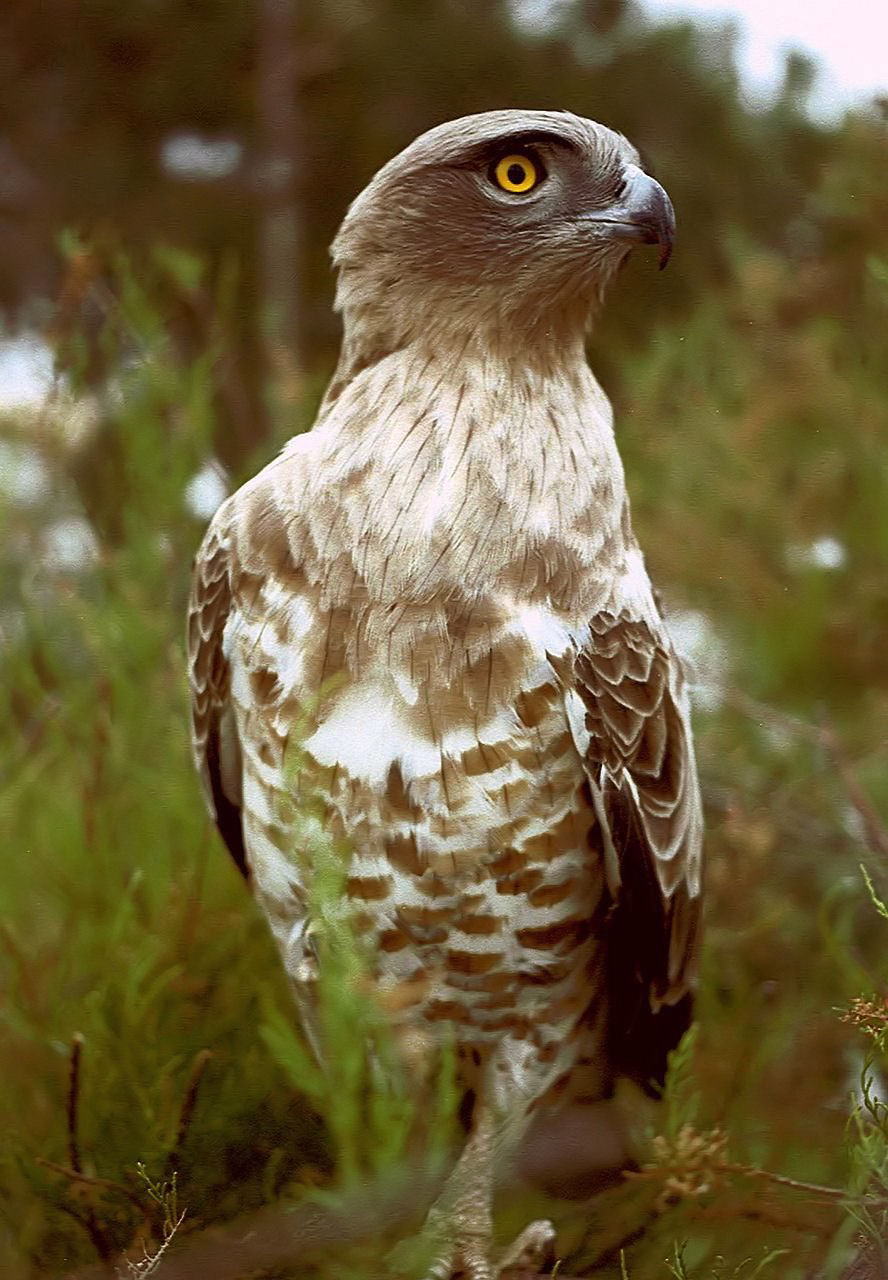
Circaète Jean-le-Blanc
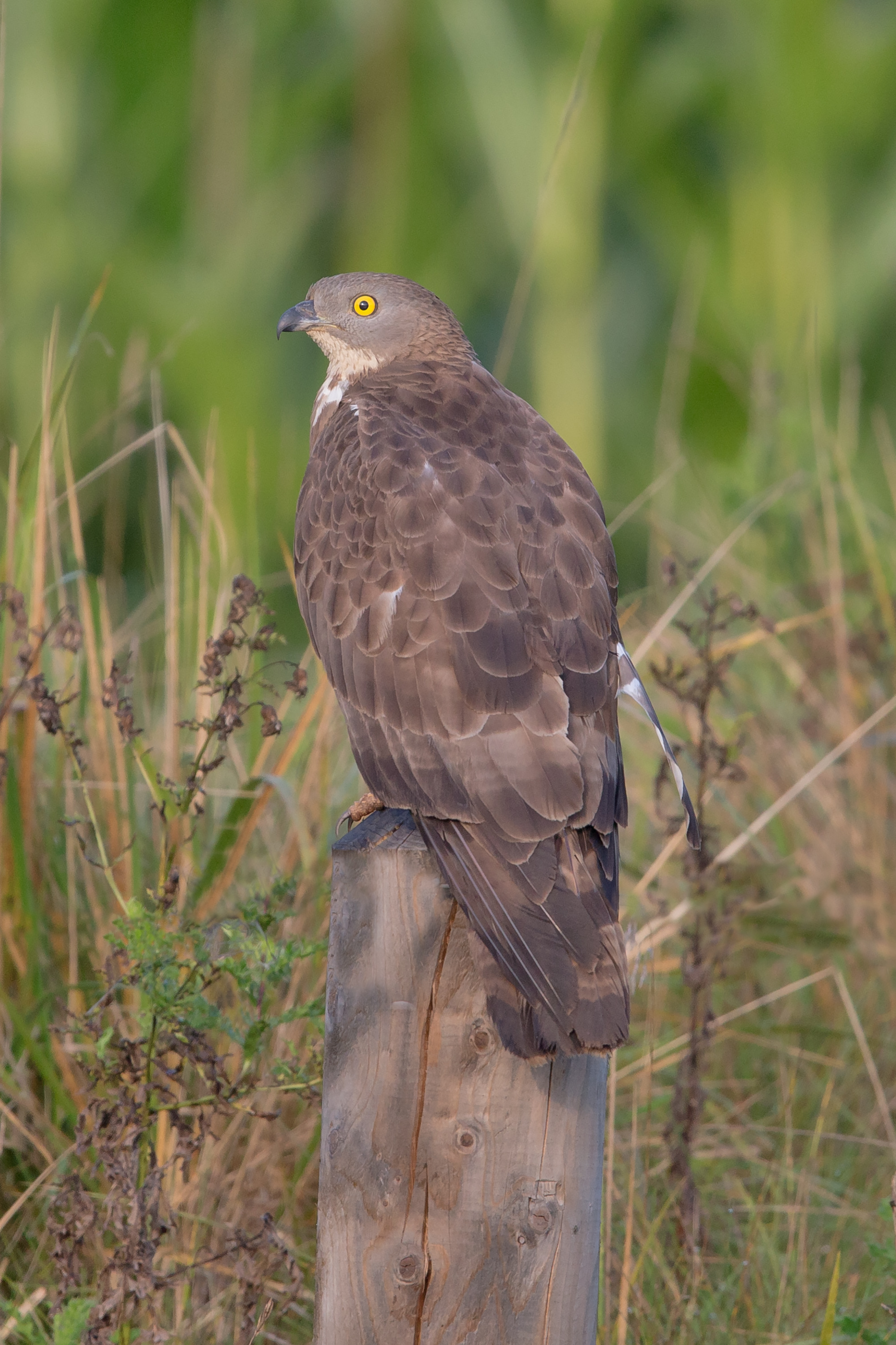
Bondrée apivore
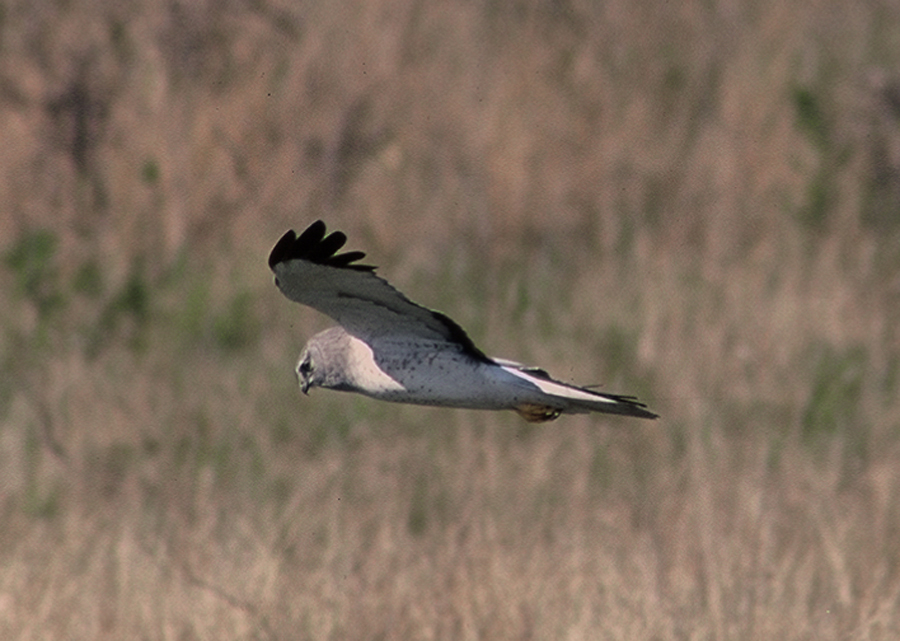
Busard Saint-Martin
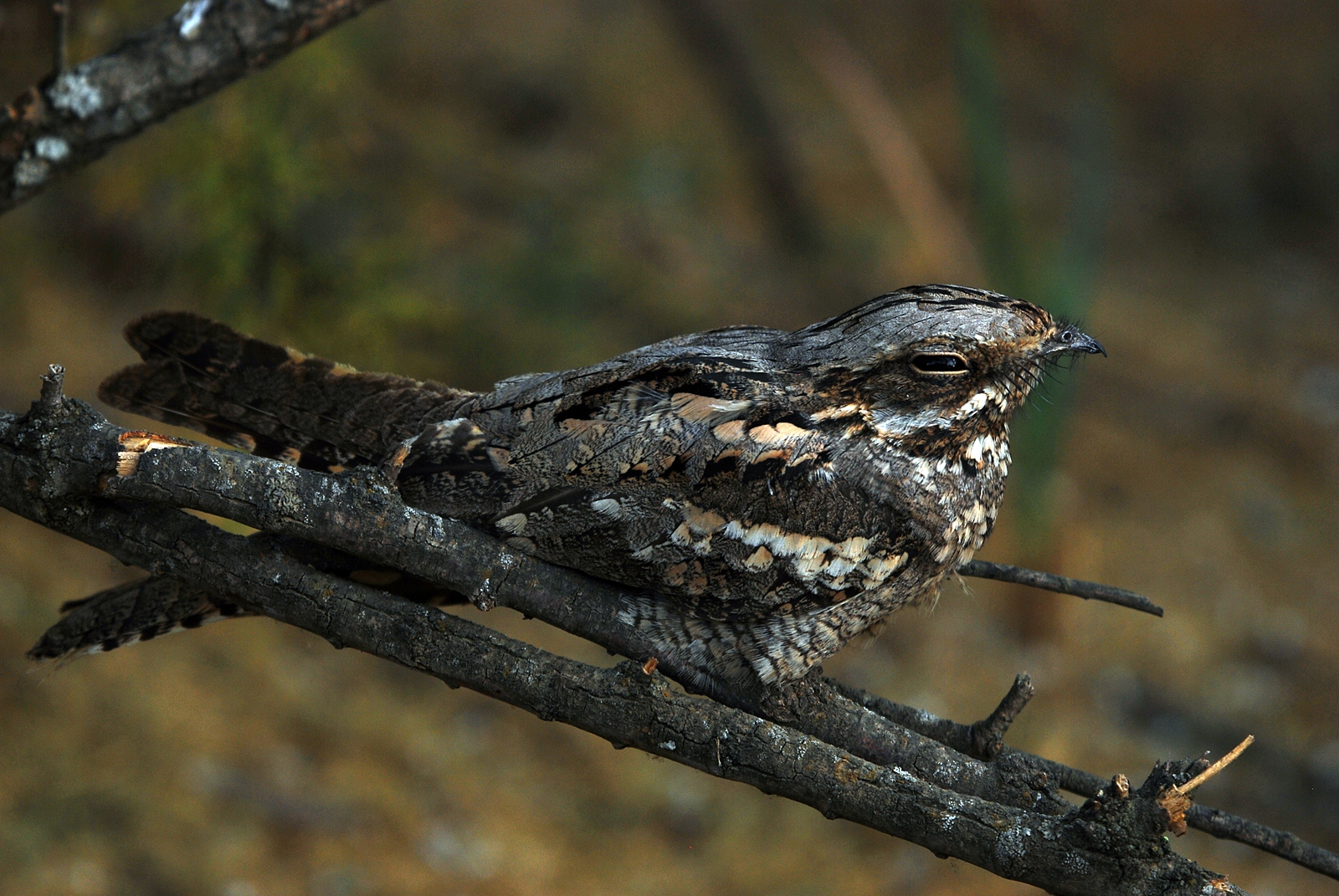
Engoulevent d'Europe

Le site de la « Vallée de la Loire du Loiret » s'étend sur une superficie de 7 684 ha et concerne la vallée de la Loire dans le Loiret. Cette ZPS se poursuit en amont et en aval sur les départements voisins. L'intérêt majeur du site repose sur les milieux et les espèces ligériens liés à la dynamique du fleuve. Ces milieux hébergent de nombreuses espèces citées en annexe I de la directive Oiseaux. Le site est caractérisé par la présence de colonies nicheuses de sternes naine et pierregarin et de mouette mélanocéphale. Des sites de pêche du Balbuzard pêcheur sont également présents. Le site est également lieu de reproduction du bihoreau gris, de l'aigrette garzette, de la bondrée apivore, du milan noir, de l'œdicnème criard, du martin-pêcheur, du pic noir, de la pie-grièche écorcheur.

Sélection de représentants de l'avifaune de la zone Natura 2000 « Vallée de la Loire du Loiret ».
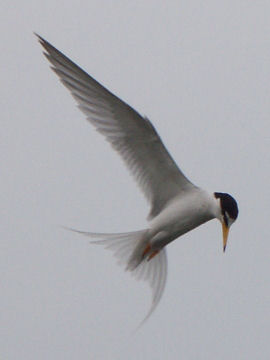
Sterne naine
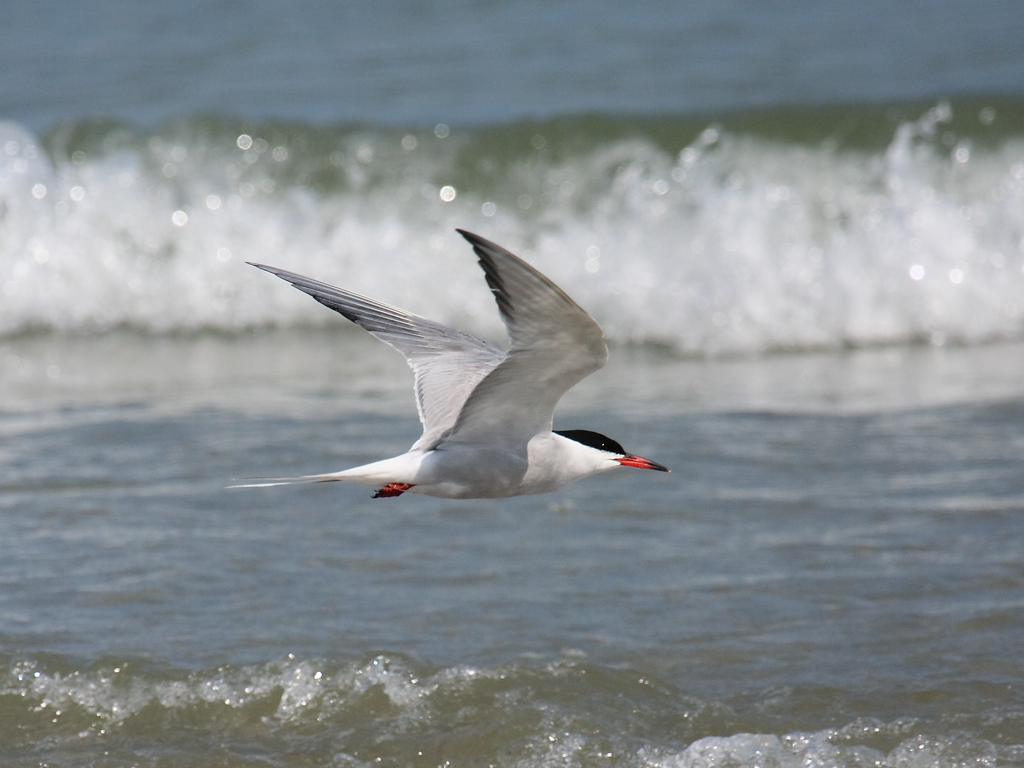
Sterne pierregarin
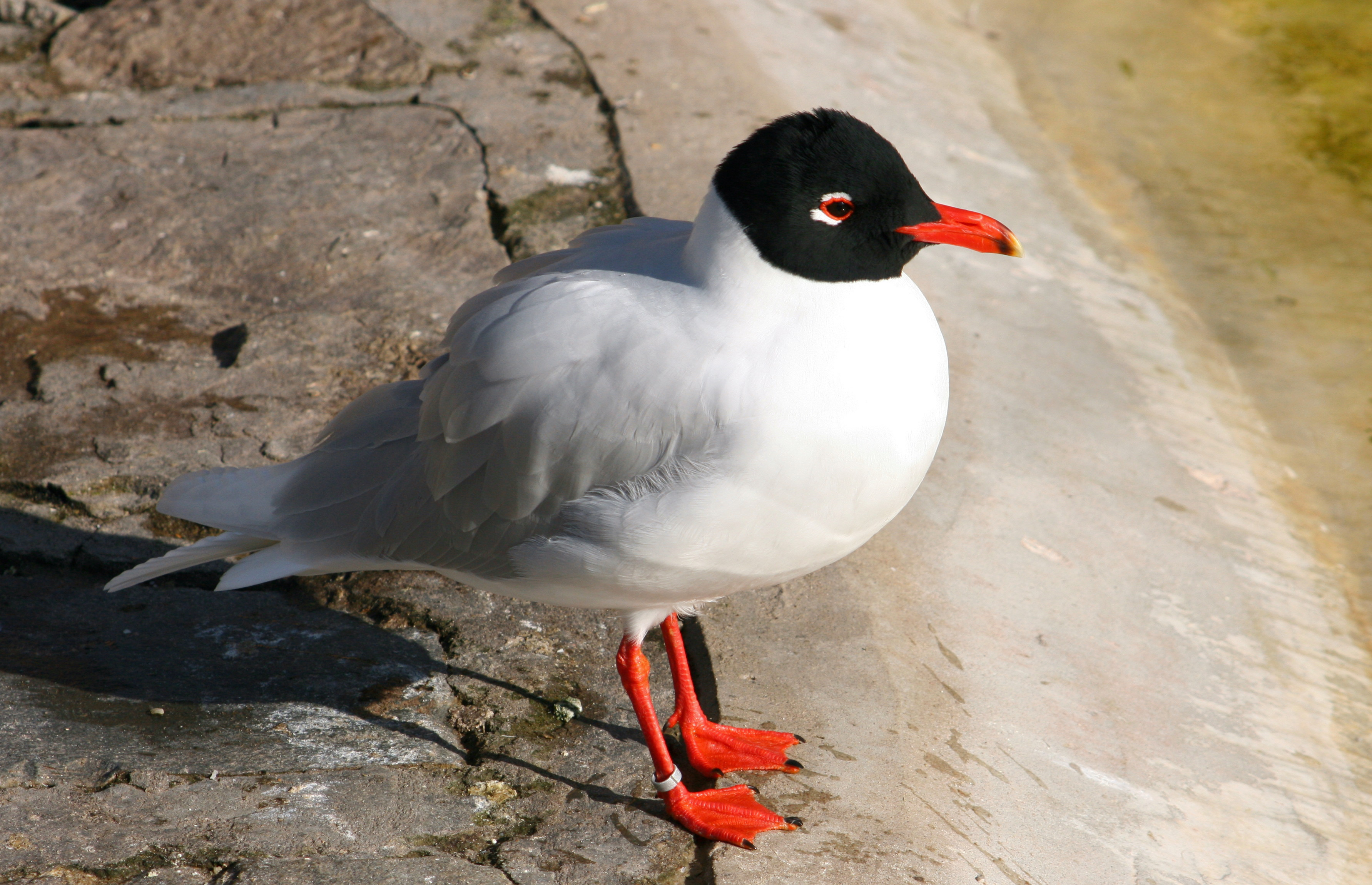
Mouette mélanocéphale
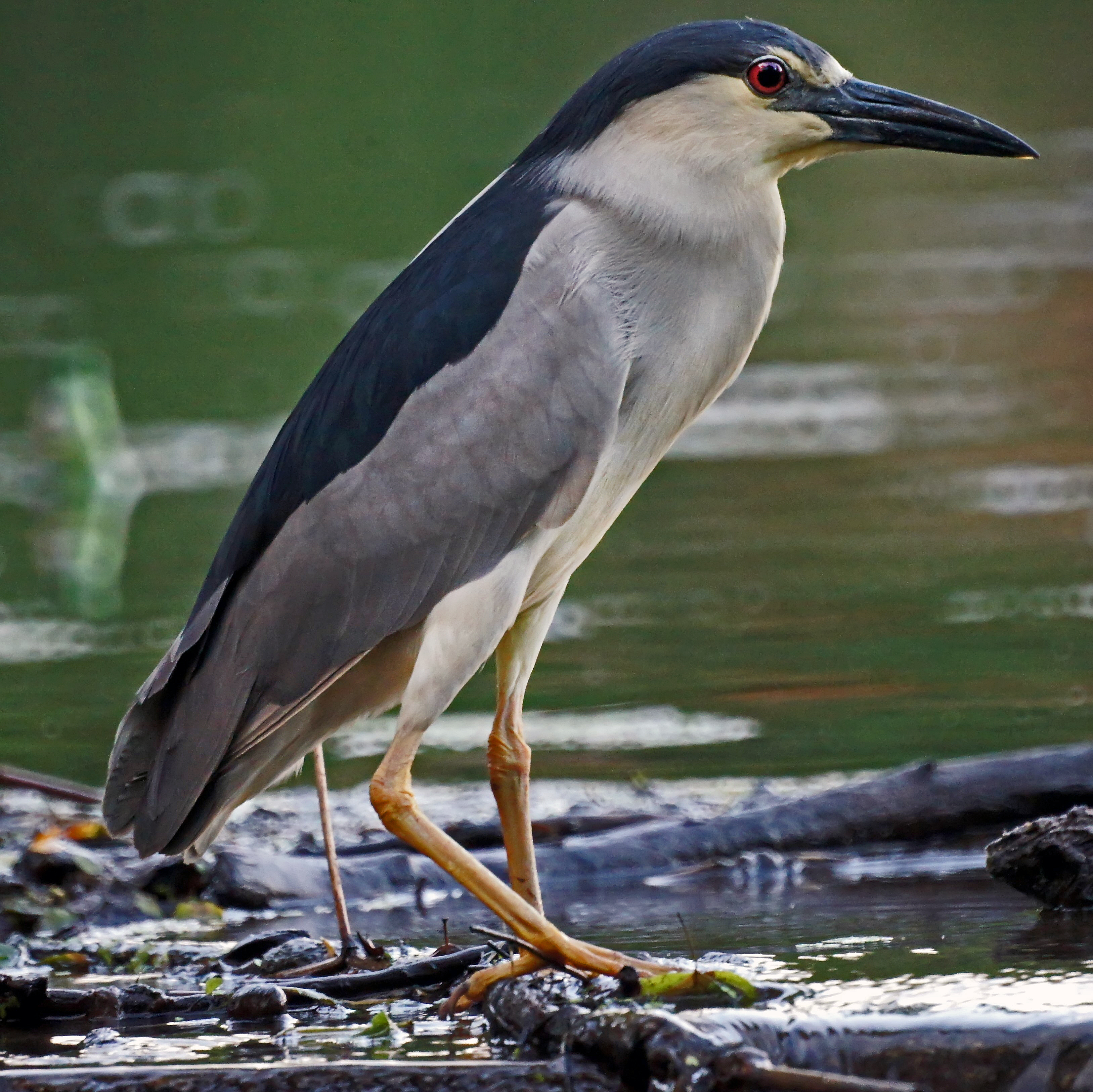
Bihoreau gris
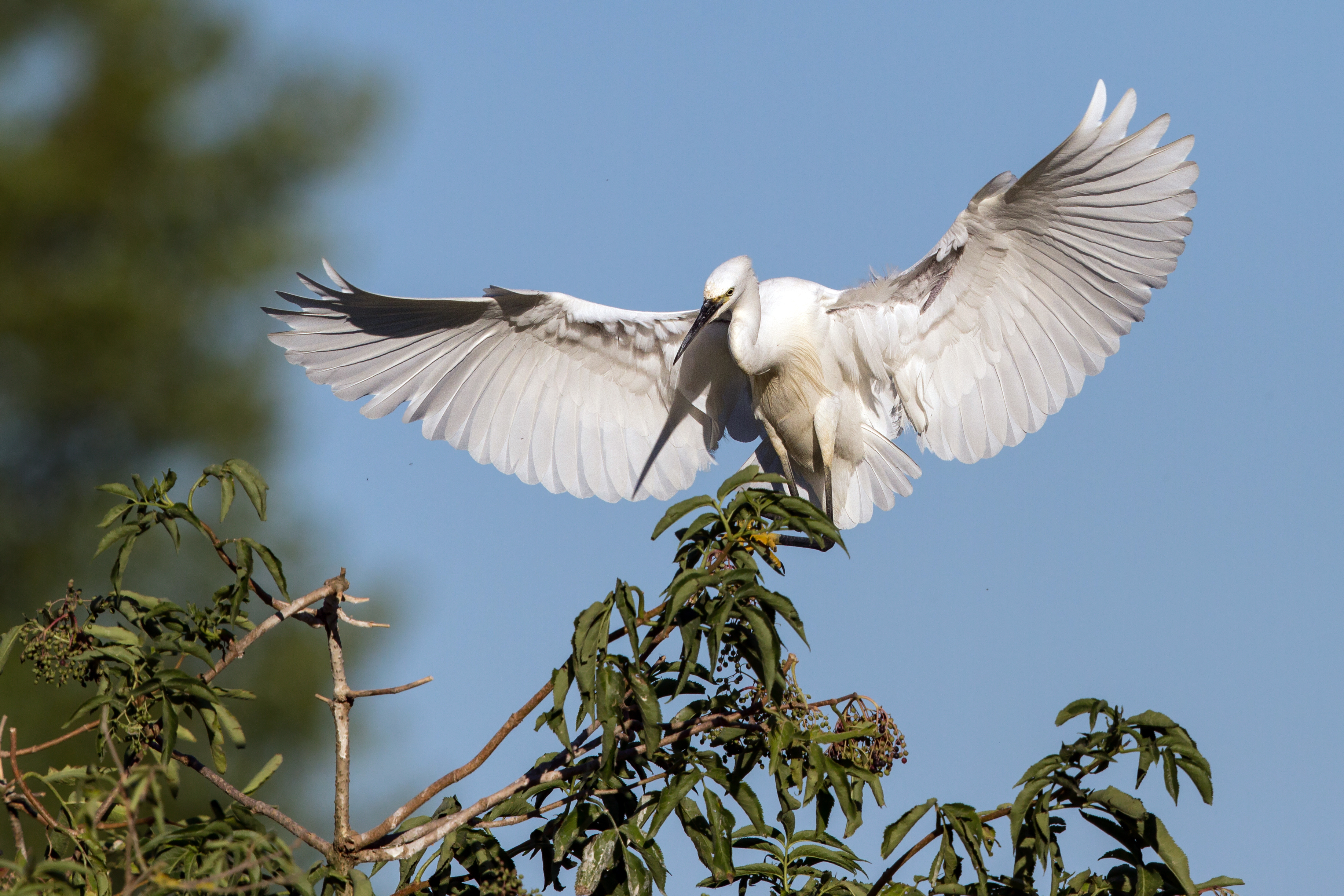
Aigrette garzette
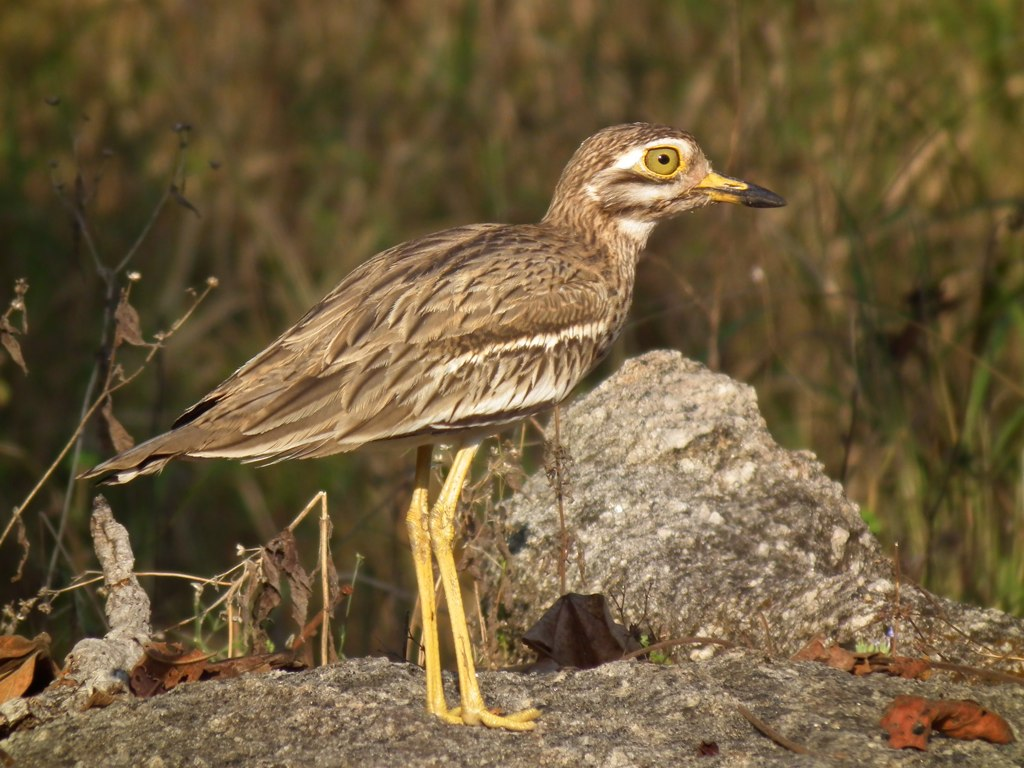
Œdicnème criard

#### Zones nationales d'intérêt écologique, faunistique et floristique

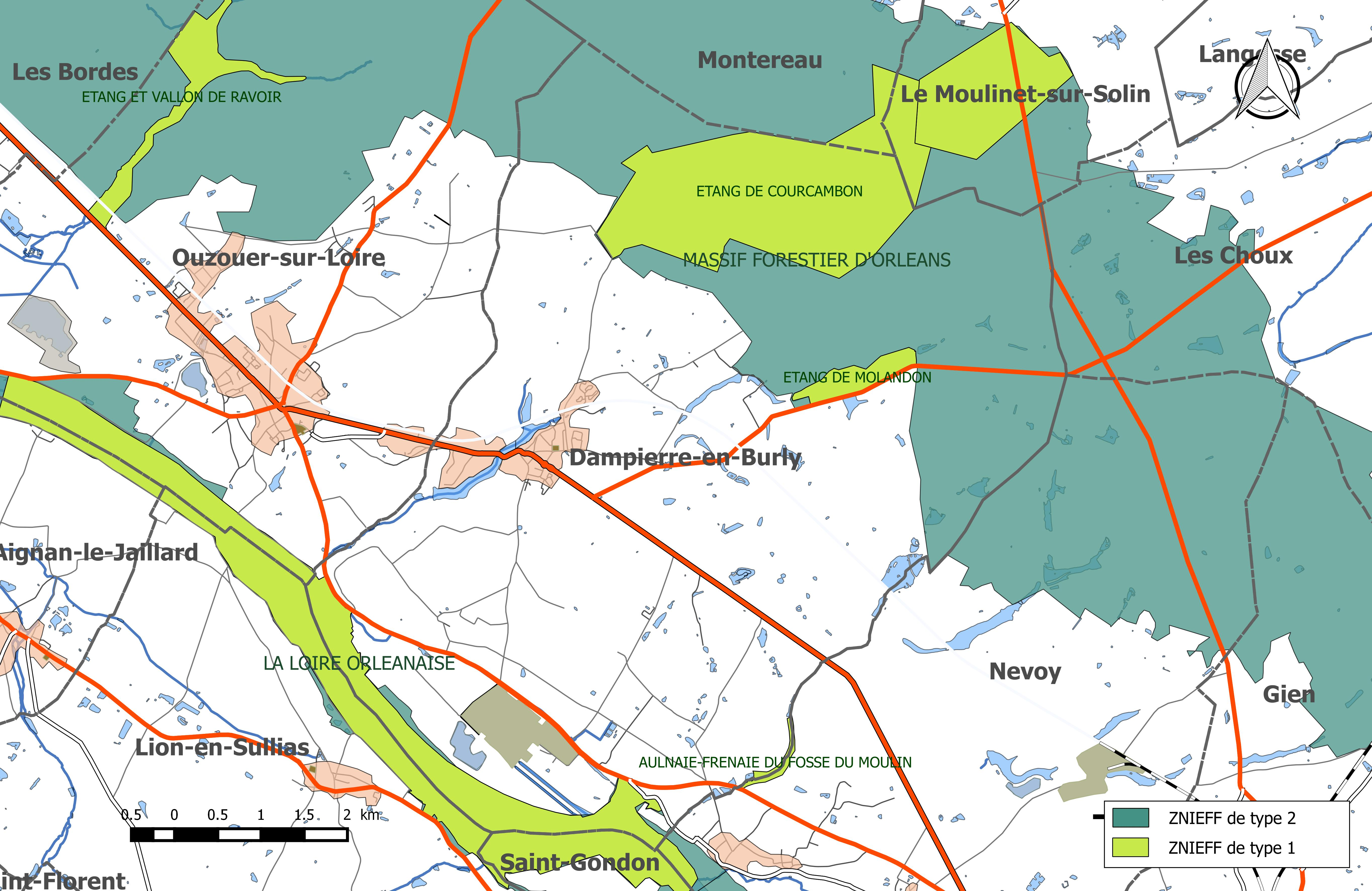
Carte des ZNIEFF de la commune et de ses abords.

Différents zonages d’identification de la richesse patrimoniale naturelle sont présents sur la commune de Dampierre-en-Burly. Ces périmètres s’intersectent ou se superposent, et notamment vis-à-vis des sites Natura 2000, appuyant ainsi l’intérêt biologique, écologique ou encore paysagère des sites concernés. L’inventaire des zones naturelles d'intérêt écologique, faunistique et floristique (ZNIEFF) a pour objectif de réaliser une couverture des zones les plus intéressantes sur le plan écologique, essentiellement dans la perspective d’améliorer la connaissance du patrimoine naturel national et de fournir aux différents décideurs un outil d’aide à la prise en compte de l’environnement dans l’aménagement du territoire. Le territoire communal de Dampierre-en-Burly comprend six ZNIEFF.
| Désignation                                 | Type   | Superficie      | Description |
| ------------------------------------------- | ------ | --------------- | --- |
| « Aulnaie-frênaie du fossé du moulin »      | type 1 | 9 hectares      | La zone s'étend sur 2 communes, Nevoy et Dampierre-en-Burly. Son altitude varie entre 120 et 130 m. Il s'agit d'une aulnaie-frênaie de fond de vallon abritant une belle population d'osmonde royale (Osmunda regalis). L'intérêt de la zone provient plus de l'habitat que des espèces. En effet ce type de milieu, en bon état de conservation et couvrant une surface notable, reste assez peu fréquent dans le Loiret. La valériane dioïque (Valeriana dioica), assez fréquente dans certains secteurs de la région et par contre très rare dans le Loiret avec seulement trois stations modernes actuellement connues, est présente sur le site. |
| « Étang de Courcambon »                     | type 1 | 506 hectares    | La zone s'étend sur 3 communes : Dampierre-en-Burly, Montereau et Le Moulinet-sur-Solin. L'étang de Courcambon se situe pratiquement à l'extrémité Est du massif de Lorris, en Forêt domaniale d'Orléans. Ce plan d'eau privé est distant d'environ 3 km au nord de Dampierre-en-Burly. Son altitude varie entre 135 et 150 m. Le site abrite une dizaine d'espèces végétales déterminantes dont deux protégées. Il semble avoir été nettement plus riche au début du XXe siècle. L'étang et sa périphérie abritent la reproduction de plusieurs couples de Balbuzards fluviatiles. C'est par ailleurs le seul site du Loiret qui accueille le pygargue à queue blanche en hivernage de manière régulière. L'intérêt entomologique est également avéré. |
| « Étang de Molandon »                       | type 1 | 35 hectares     | Elle est située en lisière sud-est de la forêt domaniale d'Orléans, sur la commune de Dampierre-en-Burly. Elle occupe sur environ 1,5 km de longueur le fond d'un vallon aux pentes relativement prononcées, entre la limite de la Forêt d'Orléans et la RD 56. Son altitude varie entre 140 et 150 m. L'étang est fréquenté par un important cortège d'odonates dont deux espèces peu fréquentes dans la région : la cordulie à deux tâches (Epitheca bimaculata) et la cordulie métallique (Somatochlora metallica). |
| « La Loire entre l'Ormette et la Naudière » | type 1 | 586,89 hectares | La zone concerne six communes. Son altitude varie entre 115 et 120 m. Depuis plus de 30 ans, les îles de Cuissy sont un haut lieu de l'observation des concentrations de limicoles migrateurs variés. C'est aussi le secteur de Loire le plus fréquenté par les Balbuzards pêcheurs. De tous temps, ce secteur a également été fortement fréquenté par les balbuzards en migration qui y trouvent une nourriture sans doute d'accès plus facile qu'ailleurs grâce aux nombreux radiers formés par les grèves et les courants. À l'amont, le Bois de l'Ormette est occupé par une héronnière qui accueille une belle population d'aigrettes garzettes depuis le début des années 1990 (la première du département). Ce site est aussi l'un des rares secteurs de la Loire moyenne à accueillir régulièrement la reproduction du Milan noir, de la fauvette babillarde et de la pie-grièche écorcheur. Le secteur est en outre occupé par plusieurs familles de Castor d'Europe. |
| « Massif forestier d'Orléans »              | type 2 | 36 086 hectares | La zone s'étend sur 37 communes, dont Dampierre-en-Burly, et se superpose pour la commune à la zone Natura 2000 de même nom. Son altitude varie entre 126 et 174 m. La forêt d'Orléans repose pour l'essentiel sur des terrains de nature comparable à celle des terrains de la Sologne (Burdigalien) épandus sur le coteau de Beauce. Les formations végétales sont donc plutôt acidoclines à acidiphiles avec des secteurs secs et d'autres très humides. L'intérêt dépasse les contours complexes du massif domanial et s'étend également aux lisières et enclaves privées qui le prolongent. |
| « La Loire orléanaise »                     | type 2 | 35 hectares     | La zone s'étend sur 37 communes, dont Dampierre-en-Burly, et se superpose pour la commune à la zone Natura 2000 de nom similaire. Elle correspond à la boucle septentrionale du fleuve. Son altitude varie entre 80 et 135 m. Elle se caractérise par un lit mineur largement occupé par des îles et grèves sableuses. Ces milieux soumis au marnage annuel recèlent de multiples habitats plus ou moins temporaires. C'est pratiquement la seule section qui présente des méandres. On observe, sur les basses terrasses, quelques formations sablo-calcaires. |

## Urbanisme

### Typologie
Au 1er janvier 2024, Dampierre-en-Burly est catégorisée commune rurale à habitat dispersé, selon la nouvelle grille communale de densité à sept niveaux définie par l'Insee en 2022.
Elle est située hors unité urbaine. Par ailleurs la commune fait partie de l'aire d'attraction de Gien, dont elle est une commune de la couronne,. Cette aire, qui regroupe 29 communes, est catégorisée dans les aires de moins de 50 000 habitants,.

### Occupation des sols
L'occupation des sols de la commune, telle qu'elle ressort de la base de données européenne d’occupation biophysique des sols Corine Land Cover (CLC), est marquée par l'importance des forêts et milieux semi-naturels (61,4 % en 2018), en augmentation par rapport à 1990 (59,2 %). La répartition détaillée en 2018 est la suivante : 
forêts (57,7 %), prairies (10,9 %), terres arables (10,8 %), zones agricoles hétérogènes (9 %), eaux continentales (4,1 %), milieux à végétation arbustive et/ou herbacée (3,7 %), zones industrielles ou commerciales et réseaux de communication (2 %), zones urbanisées (1,8 %).
L'évolution de l’occupation des sols de la commune et de ses infrastructures peut être observée sur les différentes représentations cartographiques du territoire : la carte de Cassini (XVIIIe siècle), la carte d'état-major (1820-1866) et les cartes ou photos aériennes de l'IGN pour la période actuelle (1950 à aujourd'hui).

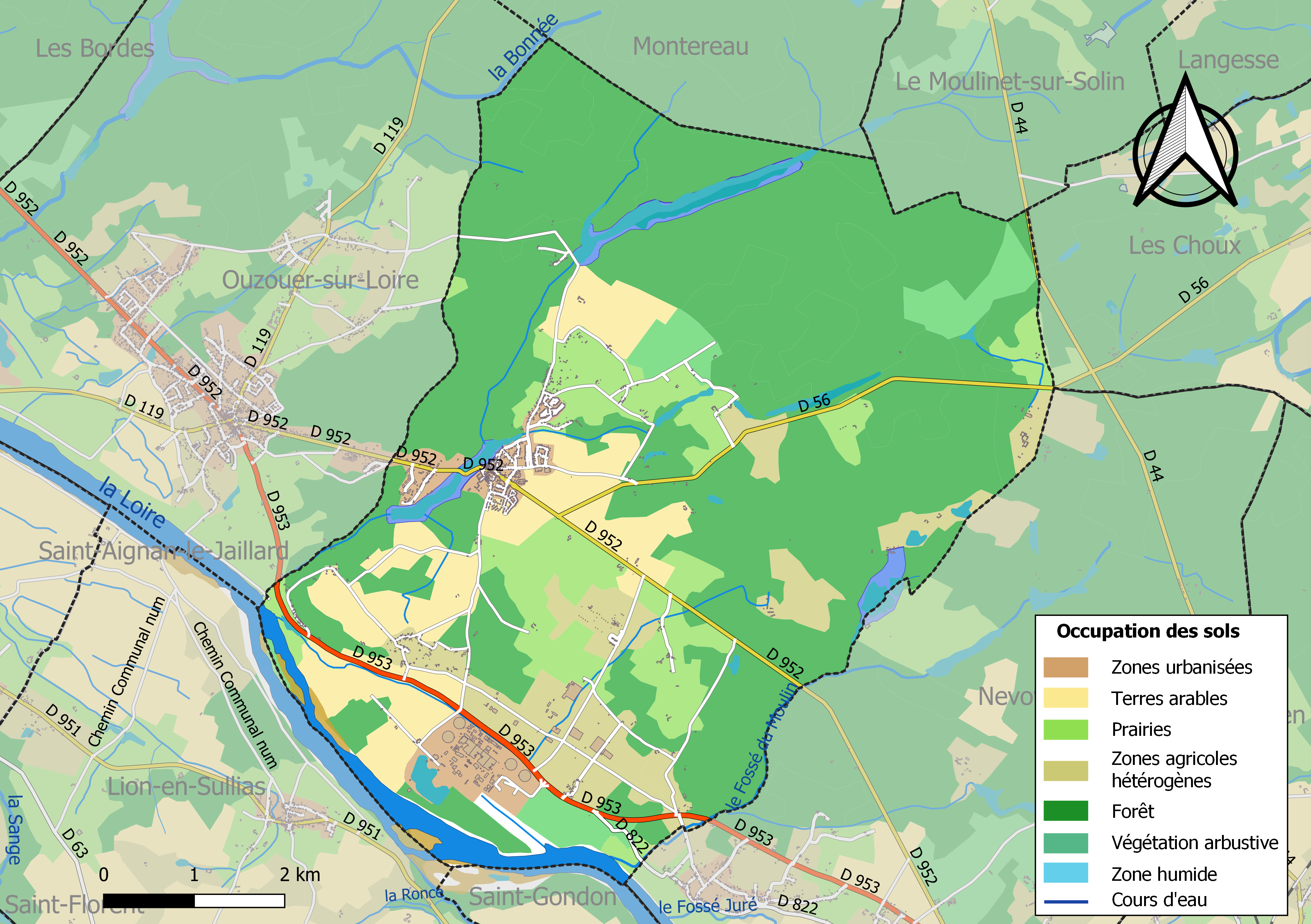
Carte des infrastructures et de l'occupation des sols de la commune en 2018 (CLC).
Carte orthophotographique de la commune en 2016.

### Planification

#### Plan local d'urbanisme
La commune prescrit l'élaboration d'un plan d'occupation des sols en mars 1984. Le document est approuvé en février 1989 puis révisé en septembre 1999 et modifié en 2000 et 2001.
La loi relative à la solidarité et au renouvellement urbains du 13 décembre 2000, dite loi SRU, complétée par la loi urbanisme et habitat du 2 juillet 2003, marque une évolution de la planification urbaine en créant notamment les plans locaux d’urbanisme (PLU), vecteurs de projets de territoire, appelés à se substituer progressivement aux plans d’occupation des sols. Le PLU contient deux éléments nouveaux par rapport au POS : le plan d'aménagement et de développement durable (PADD), qui exprime le projet de la ville par des orientations générales en matière d'urbanisme, de développement, d'équipement et de préservation de l'environnement et les orientations d'aménagement et de programmation (OAP) qui correspondent à des zooms qui peuvent porter sur des quartiers ou secteurs à mettre en valeur, réhabiliter, restructurer ou aménager, ou sur l'aménagement d'un espace public, etc. Dans ce cadre le conseil municipal prescrit la révision du Plan
d’occupation des sols et sa transformation en plan local d'urbanisme le 26 mars 2003. Après une enquête publique qui se déroule en septembre 2006, le document est approuvé le 22 mai 2007,.

#### Documents d'orientations intercommunaux
La commune est membre du pays Forêt d'Orléans - Val de Loire, qui regroupe 32 communes. En 2012 les Pays Forêt d'Orléans Val de Loire, Loire Beauce et Sologne Val-sud sont les seuls territoires du département du Loiret ne disposant pas de schéma de cohérence territoriale (SCoT). Compte tenu  de l'intérêt de cet outil pour l'avenir des territoires, les élus de ces pays décident d'engager une démarche commune d'élaboration de SCoT. Le comité syndical du Pays Forêt d'Orléans - Val de Loire décide de prendre le 8 octobre 2015 la compétence « élaboration, gestion et suivi du Schéma de Cohérence Territoriale » et, après avis favorable conforme des différentes communes membres (le 15 décembre 2015 pour Dampierre-en-Burly), le préfet approuve la modification des statuts en ce sens le 19 février 2016. Les trois SCoT sont lancés officiellement et simultanément à La Ferté-Saint-Aubin le 21 juin 2014, l'assistance à maîtrise d'ouvrage étant confiée à un seul bureau d'études. Après étude et concertation de 2014 à 2017, le document doit être approuvé en 2018.

### Voies de communication et transports

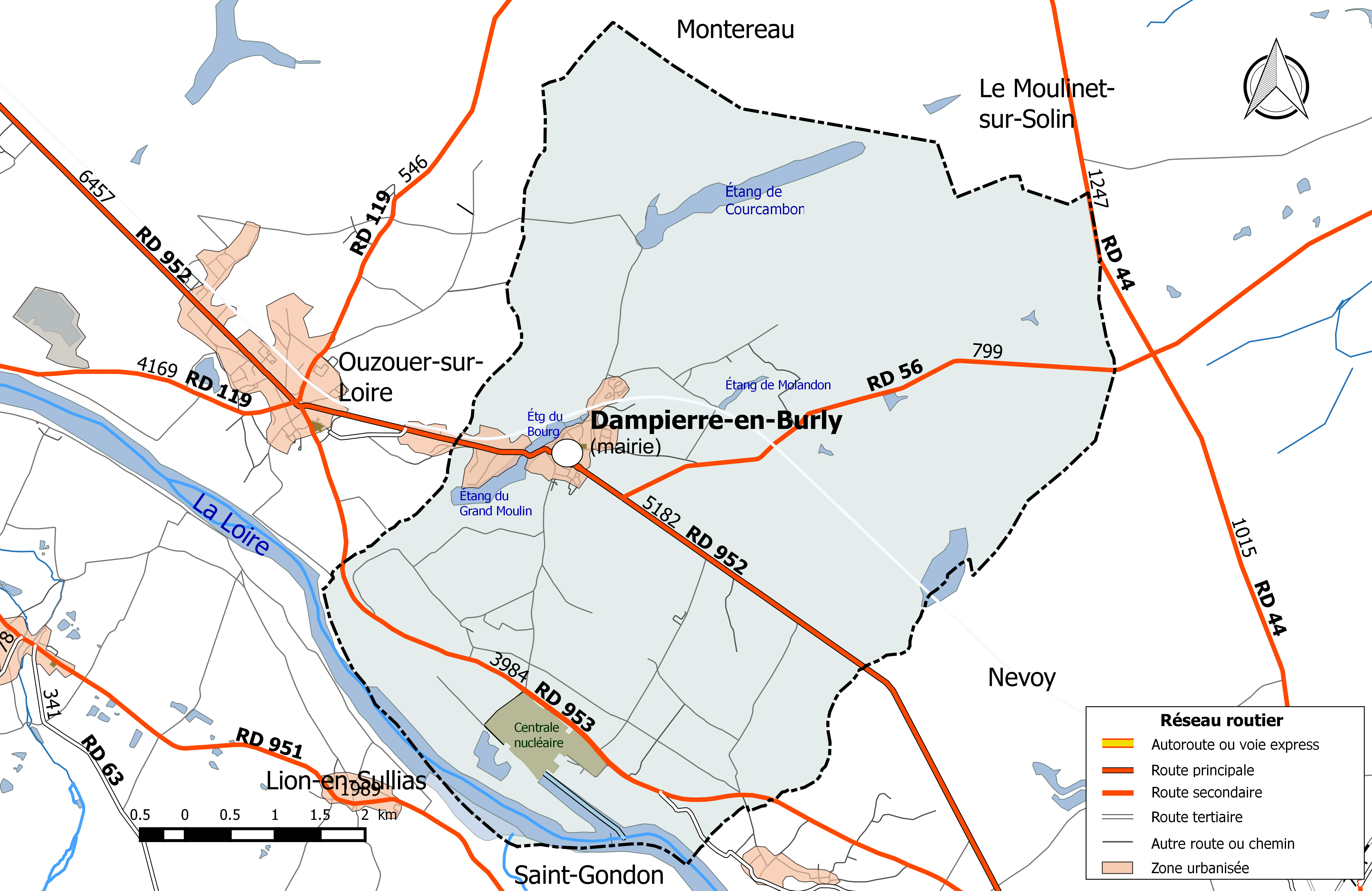
Réseau routier principal de la commune de Dampierre-en-Burly (avec indication du trafic routier 2014).

#### Infrastructures routières
Dampierre-en-Burly est traversée par quatre routes départementales : les RD 952 , 953, 56 et 44.
La RD 952 est l'ancienne route nationale 152, qui reliait à sa création en 1824 Briare à Angers, succédant à la route impériale 172. La section entre Briare et Chateauneuf-sur-Loire est déclassée et transférée au département du Loiret par arrêté du 22 décembre 1972. En 2014, elle supporte sur le territoire de la commune un trafic de 5 182 véhicules/jour. La RD 953 relie quant à elle Ouzouer-sur-Loire à Gien en longeant la centrale nucléaire de Dampierre-en-Burly et supporte un trafic de 3 984 véhicules/jour. Les RD 952 et 953 sont classées routes à grande circulation. À ce titre, elles disposent d'une réglementation en matière de police qui leur est propre. Les RD 44 et 56, supportant respectivement 1247 et 799 véhicules/jour sont des routes à faible trafic,.
Complétant ces voies, la commune est sillonnée de plusieurs voies communales et chemins ruraux desservant ses fermes et hameaux et les bourgs environnants.

#### Transports en commun routiers
En 2016, la commune est desservie par deux lignes du réseau Ulys, le réseau interurbain de transport par autocar du Conseil départemental du Loiret : La ligne 12 qui relie Dampierre-en-Burly - Ouzouer-sur-Loire - Sully-sur-Loire - Lorris - Montargis et la ligne 3, qui relie Bonny-sur-Loire - Briare - Gien - Châteauneuf-sur-Loire - Orléans. Des correspondances SNCF sont assurées dans les gares d'Orléans, Montargis et Gien. À compter du 1er janvier 2017, la compétence des services de transports routiers interurbains, réguliers et à la demande est transférée des départements aux régions, et donc localement du département du Loiret à la région Centre-Val de Loire, consécutivement à la loi NOTRe du 7 août 2015.

#### Infrastructures ferroviaires
La  ligne ferroviaire reliant Orléans à Gien est ouverte au trafic voyageurs le 3 novembre 1873. Longue de 64 km, la ligne est établie sur une plateforme prévue à double voie mais la deuxième voie n'a jamais été construite. Elle est fermée au service voyageurs le 15 mai 1939. La section entre la gare d'Ouzouer-Dampierre et l'embranchement de Nevoy est en outre démontée par l'occupant allemand en août 1942.

### Risques naturels et technologiques majeurs
La commune de Dampierre-en-Burly est vulnérable à différents aléas naturels : inondations (par débordement de la Loire ou de ruisseaux), climatiques (hiver exceptionnel ou canicule), mouvements de terrains ou sismique. Elle est également exposée à deux risques technologiques : le risque nucléaire avec la présence de la centrale nucléaire de Dampierre à moins de 10 km et le transport de matières dangereuses.
Entre 1983 et 2016, deux arrêtés ministériels portant ou ayant porté reconnaissance de catastrophe naturelle ont été pris pour le territoire de la commune de Dampierre-en-Burly pour des inondations et coulée de boue.

#### Risque d'inondation

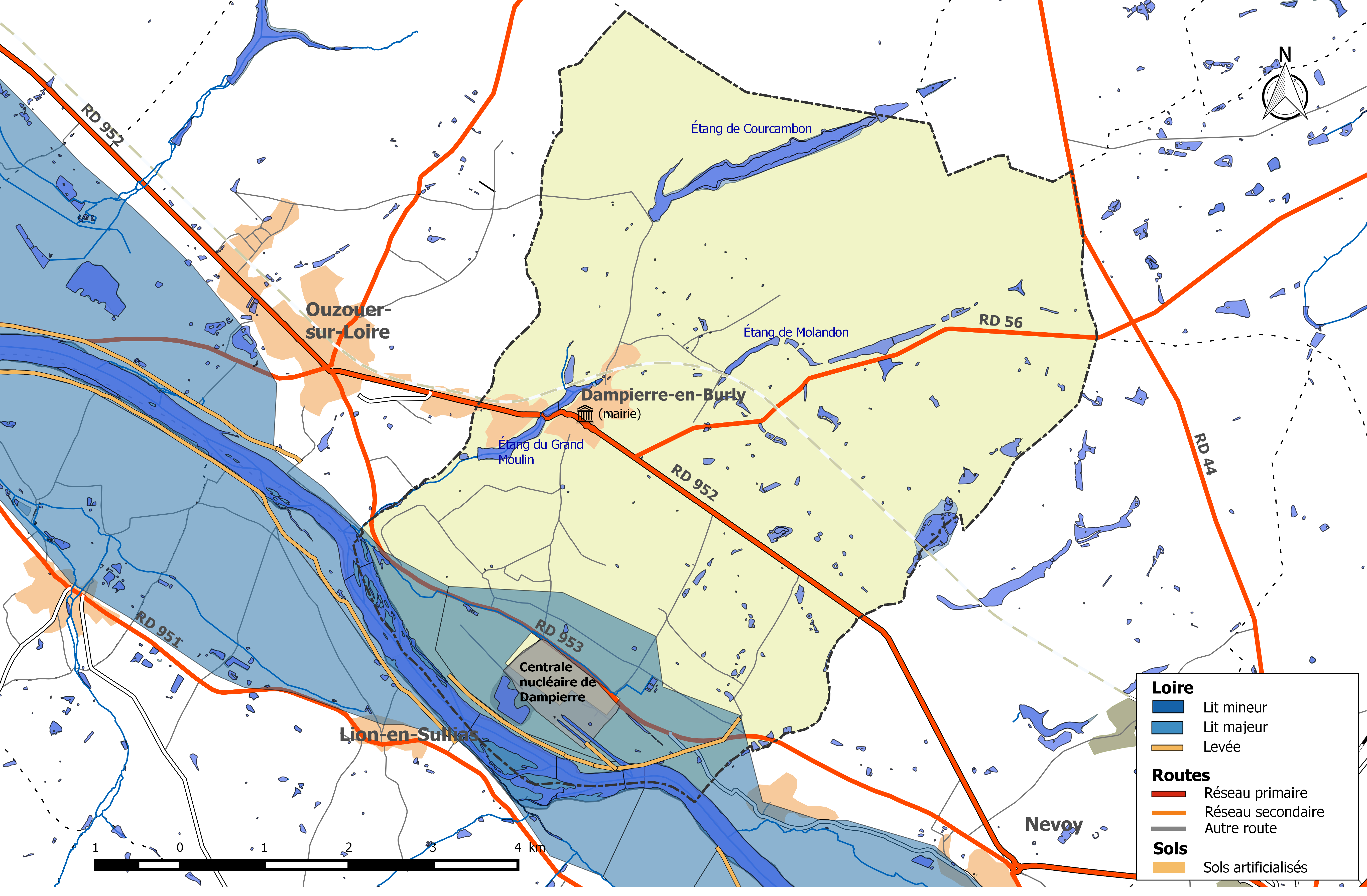
Zone inondable de la commune de Dampierre-en-Burly.

La Loire est à l'origine des dégâts les plus importants sur la commune en cas de crue majeure. Les crues historiques sont celles de 1846, 1856, 1866 et 1907. Aucune crue n'a atteint depuis 1907 les hauteurs atteintes lors de ces événements catastrophiques.
Le val de Dampierre s’étend en rive droite de la Loire face à Lion-en-Sullias, sur une longueur totale de 4 km environ et une largeur de 1,5 km. Le territoire de la commune de Dampierre-en-Burly y est partiellement situé en zone inondable. L’occupation du sol est partagée entre l’agriculture et la centrale nucléaire. Le   système   d'endiguement   du   val   de Dampierre  est  composé  de  plusieurs  levées domaniales, de levées appartenant à EDF et au Conseil départemental du Loiret (RD  953)  pour  une  longueur  d'environ  5,7 km. Il protège environ 25 personnes. Le niveau de protection du val correspond au  niveau  de  la  mise  en  fonctionnement  du  déversoir  de  Pierrelaye  à  partir  de  la  crue d’occurrence 60 ans (environ 5,7 m à l'échelle de Gien). Toutefois, la  zone  protégée  commence  à  être inondée par remous dès la crue quinquennale (environ 5,3 m à l'échelle de Gien).
Le val est exposé au risque d’inondation, :
- Par remous de la Loire : dès la crue de premiers dommages (5,30 m à l’échelle de Gien), le val est inondé avec des hauteurs d’eau jusqu’à 1,5 m. Les Mallerets sont isolés et évacués. La RD953 est coupée à Benne, où les maisons en contrebas de la rue sont abordées par l'eau. Une vigilance toute particulière s'attache alors aux hameaux de Benne, les Guerêts et la zone horticole qui risquent d'être inondés si la montée des eaux dépassent le niveau[55] ;
- Par fonctionnement de son déversoir : celui-ci jour pleinement son rôle dès la crue de premières surverses (6,3 m à Gien) et jusqu’à la crue « type XIXe siècle » (6,8 m à Gien).
- Par dépassement des digues si elles résistent à la pression des eaux jusqu’à ce qu’elles soient dépassées : la crue exceptionnelle crée ainsi une brèche à l’amont du val.
- Par rupture des digues, avant leur dépassement : la digue de Dampierre pourrait être défaillante avant la crue de premières surverses. Au-delà de la crue décennale (environ 4,6 m à l'échelle de Gien), le risque de rupture de l'ouvrage ne peut plus être considéré  comme négligeable sur deux tronçons : aval de la petite levée et déversoir. La faiblesse de ces tronçons est notamment liée à la présence de végétation abondante et à la présence d'une ancienne fosse d'érosion.

Dans tous les scénarios, la centrale nucléaire, positionnée sur un tertre, reste quant à elle hors eau.
Le risque d'inondation est pris en compte dans l'aménagement du territoire de la commune par le biais de deux Plans de prévention du risque d'inondation (PPRI) : le PPRI du val de Sully approuvé le 8 octobre 2001 et pour lequel une révision a été prescrite le 15 mars 2016.
Deux documents permettent de définir les modalités de gestion de crise et d'organisation des secours : au niveau départemental, le Dispositif ORSEC départemental spécialisé déclenché en cas d'inondation de la Loire, le plan ORSIL, et au niveau communal le plan communal de sauvegarde.

#### Risque de mouvements de terrain
Le territoire de la commune peut être concerné par un risque d'effondrement de cavités souterraines non connues. Une cartographie départementale de l'inventaire des cavités souterraines et des désordres de surface a été réalisée. Il a été recensé sur la commune plusieurs effondrements de cavités. Par ailleurs la commune a été reconnue sinistrée au titre des catastrophes naturelles durant ces dernières années à la suite des mouvements de terrain liés à la sécheresse (aléa moyen). Le phénomène de retrait-gonflement des argiles est la conséquence d'un changement d'humidité des sols argileux. Les argiles sont capables de fixer l'eau disponible mais aussi de la perdre en se rétractant en cas de sécheresse. Ce phénomène peut provoquer des dégâts très importants sur les constructions (fissures, déformations des ouvertures) pouvant rendre inhabitables certains locaux. Celui-ci a particulièrement affecté le Loiret après la canicule de l'été 2003. Une grande partie au nord du territoire de la commune est soumis à un aléa « moyen » face à ce risque, selon l'échelle définie par le Bureau de recherches géologiques et minières (BRGM), le reste est en aléa « faible ».

#### Risque nucléaire

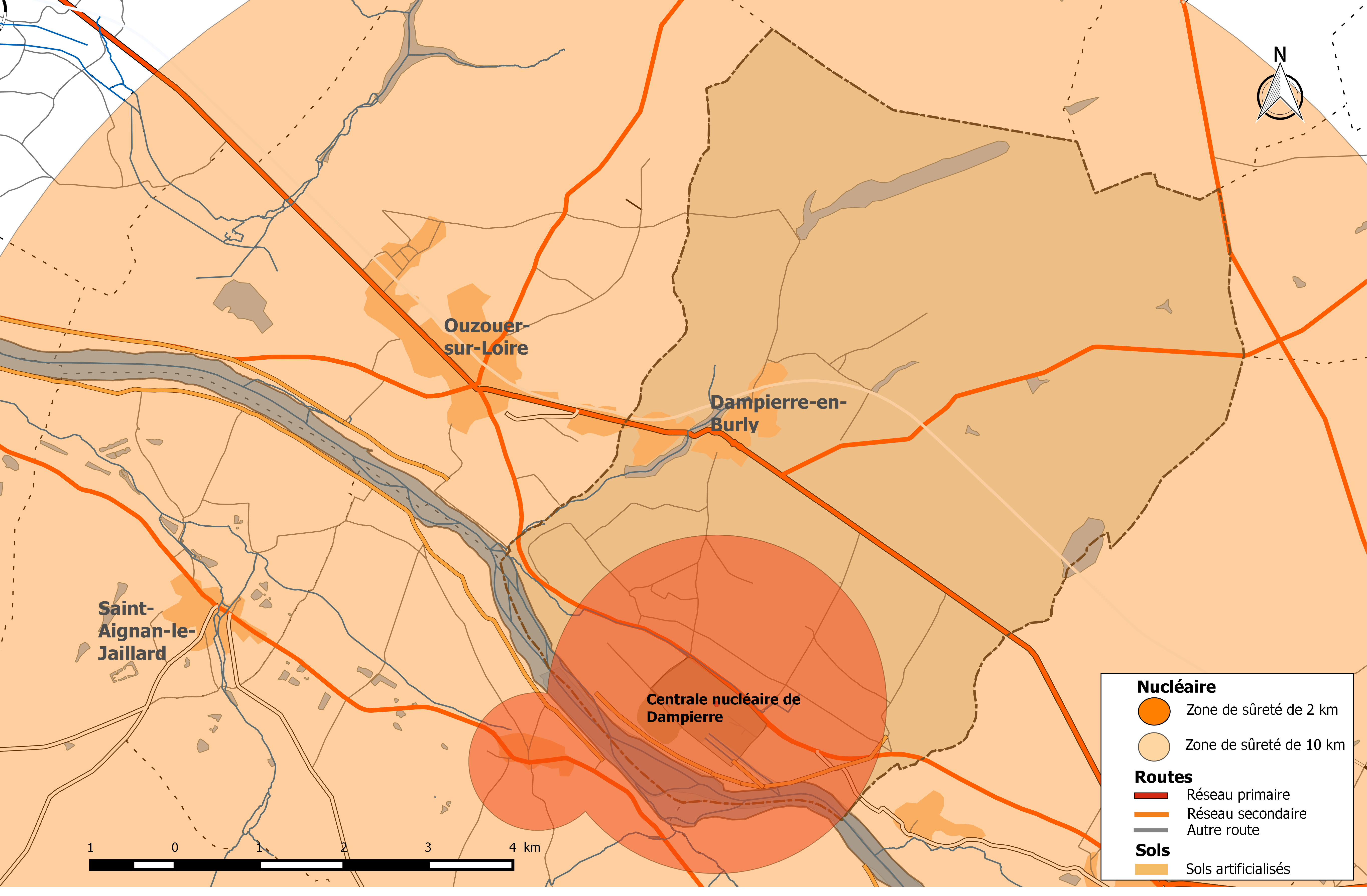
Zones de sûreté liée à la centrale nucléaire de Dampierre sur la commune de Dampierre-en-Burly.

En cas d’accident grave, certaines installations nucléaires sont susceptibles de rejeter dans l’atmosphère de l’iode radioactif. La totalité de la commune se situe à l'intérieur du périmètre de 10 km du Plan particulier d'intervention de la centrale nucléaire de Dampierre. À ce titre les habitants de la commune, comme tous ceux résidant dans le périmètre proche de 10 km de la centrale ont bénéficié, à titre préventif, d'une distribution de comprimés d’iode stable dont l’ingestion avant rejet radioactif permet de pallier les effets sur la thyroïde d’une exposition à de l’iode radioactif. En cas d'incident ou d'accident nucléaire, des consignes de confinement ou d'évacuation peuvent être données et les habitants peuvent être amenés à ingérer, sur ordre du préfet, les comprimés en leur possession.

#### Risque sismique
La totalité du département est classée en zone de sismicité « très faible ». À ce titre aucune réglementation spécifique ne s'applique aux constructions dites « à risque normal ».

#### Transport de matières dangereuses
Le risque de transport de matières dangereuses peut survenir en cas d'accident impliquant une unité mobile (ex. camion) ou une canalisation transportant des matières dangereuses (toxique, inflammable...). Une matière dangereuse est une substance susceptible de présenter un danger et des conséquences graves pour l'homme et son environnement. À Dampierre-en-Burly, les facteurs de risque sont le transport routier empruntant les D 952 et D 953 et le réseau de gaz à haute pression qui traverse la commune.

## Toponymie
Burly est le nom du fief qui entourait la seigneurie de Dampierre.[réf. nécessaire]

## Histoire
En 1430, Antoine de Cugnac reçoit de sa femme, Jeanne Le Brun, dame de Palaiseau et de Dampierre, la seigneurie de Dampierre.
Philibert Boutillat fut par lettres royales de Louis XI, datées de Dampierre-en-Burly le 10 novembre 1473, successeur de Jean Bourré qui « tenoit et possedoit » provisoirement l'office de trésorier général de France.
En décembre 1509, cette seigneurie est érigée en châtellenie ; puis en 1598 en baronnie (pour François II de Cugnac, qui a suivi Henri IV dans toutes ses expéditions ; aussi seigneur de Boucard). En 1616, la baronnie est érigée en marquisat. Antoine IV de Cugnac (1590-1666) Marquis de Dampierre depuis 1618 ; voit sa terre de Dampierre saisie puis adjugée en 1628 à Jean-Jacques Delu qui la revend en 1645 à Louis Picard. Claude Feydeau seigneur de Marville, père de Claude-Henry, eut la terre de Dampierre par donation de messire Picard.

## Politique et administration

### Découpage territorial

#### Bloc communal: Commune et intercommunalités
La paroisse de Dampierre acquiert le statut de municipalité avec le  décret du 12 novembre 1789 de l'Assemblée Nationale puis celui de « commune », au sens de l'administration territoriale actuelle, par le décret de la Convention nationale du 10 brumaire an II (31 octobre 1793). Il faut toutefois attendre la loi du 5 avril 1884 sur l'organisation municipale pour qu'un régime juridique uniforme soit défini pour toutes les communes de France, point de départ de l’affirmation progressive des communes face au pouvoir central.
La commune est orthographiée Dampierre dans l'arrêté de 1801. En 1918, la Chambre de Commerce de Paris émet le souhait « qu'un nom de complément soit donné aux localités qui portent une dénomination identique » afin d'éviter toute confusion dans les transmissions postales et le transport des marchandises. Le gouvernement accueille favorablement cette demande et le 7 juin 1918 le préfet du Loiret invite 82 communes du Loiret ayant des homonymes dans d'autres départements à compléter leur nom. Vingt-trois conseils municipaux refusent. La commune de Dampierre, quant à elle, prend le nom de Dampierre-en-Burly à la suite du décret du 5 août 1919.
La commune est membre de la communauté de communes du Canton d’Ouzouer-sur-Loire depuis sa création le 18 décembre 2002. Cette intercommunalité est renommée Communauté de communes du Val d'Or et Forêt par arrêté préfectoral du 18 mai 2004. Depuis le 1er janvier 2017, la commune est membre de la communauté de communes du Val de Sully, issue de la fusion des communautés de communes du Sullias et de Val d'Or et Forêt, ainsi que du rattachement de la commune de Vannes-sur-Cosson .

#### Circonscriptions de rattachement
La loi du 22 décembre 1789 divise le pays en 83 départements découpés chacun en six à neuf districts eux-mêmes découpés en cantons regroupant des communes. Les districts, tout comme les départements, sont le siège d’une administration d’État et constituent à ce titre des circonscriptions administratives. La commune de Dampierre est alors incluse dans le canton de Gien, le district de Gien et le département du Loiret.
La recherche d’un équilibre entre la volonté d’organiser une administration dont les cadres permettent l’exécution et le contrôle des lois d’une part, et la volonté d’accorder une certaine autonomie aux collectivités de base (paroisses, bourgs, villes) d’autre part, s’étale de 1789 à 1838. Les découpages territoriaux évoluent ensuite au gré des réformes visant à décentraliser ou recentraliser l'action de l'État. La régionalisation fonctionnelle des services de l'État (1945-1971) aboutit à la création de régions. L'acte I de la décentralisation de 1982-1983 constitue une étape importante en donnant l'autonomie aux collectivités territoriales, régions, départements et communes. L'acte II intervient en 2003-2006, puis l'acte III en 2012-2015.
Le tableau suivant présente les rattachements, au niveau infra-départemental, de la commune de Dampierre-en-Burly aux différentes circonscriptions administratives et électorales ainsi que l'historique de l'évolution de leurs territoires.
| Circonscription             | Nom                | Période   | Type                         | Évolution du découpage territorial |
| --------------------------- | ------------------ | --------- | ---------------------------- | --- |
| District                    | Gien               | 1790-1795 | Administrative               | La commune est rattachée au district de Gien de 1790 à 1795,. La Constitution du 5 fructidor an III, appliquée à partir de vendémiaire an IV (1795) supprime les districts, rouages administratifs liés à la Terreur, mais maintient les cantons qui acquièrent dès lors plus d'importance. |
| Canton                      | Gien               | 1790-1801 | Administrative et électorale | Le 10 février 1790, la municipalité de Dampierre est rattachée au canton de Gien,. Les cantons sont supprimés, en tant que découpage administratif, par une loi du 26 juin 1793, et ne conservent qu'un rôle électoral. Ils permettent l’élection des électeurs du second degré chargés de désigner les députés. Les cantons acquièrent une fonction administrative avec la disparition des districts en 1795. |
| Canton                      | Ouzouer-sur-Loire  | 1801-2015 | Administrative et électorale | Sous le Consulat, un redécoupage territorial visant à réduire le nombre de justices de paix ramène le nombre de cantons dans le Loiret de 59 à 31. Dampierre est alors rattachée par arrêté du 9 vendémiaire an X (30 septembre 1801) au canton d'Ouzouer-sur-Loire, sous le nom de Dampierre,. |
| Canton                      | Sully-sur-Loire    | 2015-     | Électorale                   | La loi du 17 mai 2013 et ses décrets d'application publiés en février et mars 2014 introduisent un nouveau découpage territorial pour les élections départementales. La commune est alors rattachée au nouveau canton de Sully-sur-Loire. Depuis cette réforme, plus aucun service de l'État n'exerce sa compétence sur un territoire s'appuyant sur le nouveau découpage cantonal. Le canton a disparu en tant que circonscription administrative de l'État ; il est désormais uniquement une circonscription électorale destinée à l'élection d'un binôme de conseillers départementaux siégeant au conseil départemental. |
| Arrondissement              | Gien               | 1801-1926 | Administrative               | Dampierre est rattachée à l'arrondissement de Gien par arrêté du 9 vendémiaire an X (30 septembre 1801),. |
| Arrondissement              | Orléans            | 1926-     | Administrative               | Sous la Troisième République, en raison d'un endettement considérable et de l'effort nécessaire pour la reconstruction post-Première Guerre mondiale, la France traverse une crise financière. Pour réduire les dépenses de l’État, Raymond Poincaré fait voter plusieurs décrets-lois réformant en profondeur l’administration française : 106 arrondissements sont ainsi supprimés, dont ceux de Gien et de Pithiviers dans le Loiret par décret du 10 septembre 1926. Dampierre-en-Burly est ainsi transférée de l'arrondissement de Gien à celui d'Orléans,.                                                             |
| Circonscription législative | 3e circonscription | 2010-     | Électorale                   | Lors du découpage législatif de 1986, le nombre de circonscriptions législatives passe dans le Loiret de 4 à 5. Un nouveau redécoupage intervient en 2010 avec la loi du 23 février 2010. En attribuant un siège de député « par tranche » de 125 000 habitants, le nombre de circonscriptions par département varie désormais de 1 à 21,. Dans le Loiret, le nombre de circonscriptions passe de cinq à six. La réforme n'affecte pas Dampierre-en-Burly qui reste rattachée à la troisième circonscription. |

#### Collectivités de rattachement
La commune de Dampierre-en-Burly est rattachée au département du Loiret et à la région Centre-Val de Loire, à la fois circonscriptions administratives de l'État et collectivités territoriales.

### Politique et administration municipales

#### Conseil municipal et maire
Depuis les élections municipales de 2014, le conseil municipal  de Dampierre-en-Burly, commune de plus de 1 000 habitants, est élu au scrutin proportionnel de liste à deux tours (sans aucune modification possible de la liste),  pour un mandat de six ans renouvelable. Il est composé de 15 membres. L'exécutif communal est constitué par le maire, élu par le conseil municipal, parmi ses membres, pour un mandat de six ans, c'est-à-dire pour la durée du mandat du conseil. Serge Mercadié est maire depuis 2014.
| Période                                  | Période  | Identité        | Étiquette | Qualité                                    |
| ---------------------------------------- | -------- | --------------- | --------- | ------------------------------------------ |
| Les données manquantes sont à compléter. |          |                 |           |                                            |
| 1995                                     | 2014     | Claude de Ganay | UMP-PR    | Cadre de la fonction publique territoriale |
| mars 2014                                | En cours | Serge Mercadié, |           | Profession libérale                        |

## Équipements et services

### Environnement

#### Gestion des déchets
En  2016, la commune est membre du SICTOM de la région de Châteauneuf-sur-Loire, créé en 1976. Celui-ci assure la collecte et le traitement des ordures ménagères résiduelles, des emballages ménagers recyclables  et des encombrants en porte à porte et du verre en points d’apport volontaire. Un réseau de dix déchèteries accueille les encombrants et autres déchets spécifiques (déchets verts, déchets dangereux, gravats, ferraille, cartons…). La déchèterie la plus proche est située sur la commune d'Ouzouer-sur-Loire. L'élimination et la valorisation énergétique des déchets ménagers et de ceux issus de la collecte sélective sont effectuées par le SYCTOM de Gien-Châteauneuf-sur-Loire qui comprend un centre de transfert de déchets ménagers et un centre de stockage de déchets ultimes (CSDU) de classe II à Saint-Aignan-des-Gués ainsi qu'une usine d’incinération des ordures ménagères à Gien-Arrabloy.
Depuis le 1er janvier 2017, la « gestion des déchets ménagers » ne fait plus partie des compétences de la commune mais est une compétence obligatoire de la communauté de communes du Val de Sully en application de la loi NOTRe du 7 août 2015.

#### Production et distribution d'eau
Le service public d’eau potable est une compétence obligatoire des communes depuis l’adoption de la loi du 30 décembre 2006 sur l’eau et les milieux aquatiques. Au 31 décembre 2016, la production et la distribution de l'eau potable sur le territoire communal sont assurées par la commune elle-même. 
La loi NOTRe du 7 août 2015 prévoit que le transfert des compétences « eau et assainissement » vers les communautés de communes sera obligatoire à compter du 1er janvier 2020. Le transfert d’une compétence entraîne  de  facto la mise à disposition gratuite de plein droit des biens, équipements et services publics utilisés, à la date du transfert, pour l'exercice de ces compétences et la substitution de la communauté dans les droits et obligations des communes,.

#### Assainissement
La compétence assainissement, qui recouvre obligatoirement la collecte, le transport et l’épuration des eaux usées, l’élimination des boues produites, ainsi que le contrôle des raccordements aux réseaux publics de collecte, est assurée  par la commune elle-même.
La commune est raccordée à une station d'épuration située sur le territoire communal, mise en service le 1er janvier 1993 et dont la capacité nominale de traitement est de  1 500 EH, soit 325 m3/jour. Cet équipement utilise un procédé d'épuration biologique dit « à boues activées ». Son exploitation est assurée en 2017 par SAUR,.
L’assainissement non collectif (ANC) désigne les installations individuelles de traitement des eaux domestiques qui ne sont pas desservies par un réseau public de collecte des eaux usées et qui doivent en conséquence traiter elles-mêmes leurs eaux usées avant de les rejeter dans le milieu naturel. Depuis le 1er janvier 2017, la communauté de communes du Val de Sully, issue de la fusion des communautés de communes  du Sullias et de Val d'Or et Forêt, ainsi que du rattachement de la commune de Vannes-sur-Cosson , assure le service public d'assainissement non collectif (SPANC). Celui-ci a pour mission de vérifier la bonne exécution des travaux de réalisation et de réhabilitation, ainsi que le bon fonctionnement et l’entretien des installations,

### Enseignement
Dampierre-en-Burly est situé dans l'académie d'Orléans-Tours et dans la circonscription de Châteauneuf-sur-Loire. La commune possède une école primaire publique (maternelle et élémentaire).

## Population et société

### Démographie
L'évolution du nombre d'habitants est connue à travers les recensements de la population effectués dans la commune depuis 1793. Pour les communes de moins de 10 000 habitants, une enquête de recensement portant sur toute la population est réalisée tous les cinq ans, les populations de référence des années intermédiaires étant quant à elles estimées par interpolation ou extrapolation. Pour la commune, le premier recensement exhaustif entrant dans le cadre du nouveau dispositif a été réalisé en 2005.
En 2022, la commune comptait 1 454 habitants, en évolution de −2,42 % par rapport à 2016 (Loiret : +1,89 %, France hors Mayotte : +2,11 %).
| 1793 | 1800 | 1806 | 1821 | 1831 | 1836 | 1841 | 1846 | 1851 |
| ---- | ---- | ---- | ---- | ---- | ---- | ---- | ---- | ---- |
| 843  | 938  | 859  | 847  | 991  | 895  | 924  | 911  | 905  |

| 1856  | 1861  | 1866  | 1872  | 1876  | 1881  | 1886  | 1891  | 1896  |
| ----- | ----- | ----- | ----- | ----- | ----- | ----- | ----- | ----- |
| 1 002 | 1 044 | 1 024 | 1 113 | 1 083 | 1 127 | 1 060 | 1 062 | 1 101 |

| 1901  | 1906 | 1911 | 1921 | 1926 | 1931 | 1936 | 1946 | 1954 |
| ----- | ---- | ---- | ---- | ---- | ---- | ---- | ---- | ---- |
| 1 018 | 955  | 901  | 823  | 855  | 850  | 755  | 684  | 653  |

| 1962 | 1968 | 1975 | 1982 | 1990 | 1999  | 2005  | 2006  | 2010  |
| ---- | ---- | ---- | ---- | ---- | ----- | ----- | ----- | ----- |
| 598  | 553  | 536  | 909  | 915  | 1 103 | 1 158 | 1 165 | 1 260 |

| 2015  | 2020  | 2022  | - | - | - | - | - | - |
| ----- | ----- | ----- | - | - | - | - | - | - |
| 1 423 | 1 424 | 1 454 | - | - | - | - | - | - |

### Sports
Le club de football de l'Union sportive Dampierre-en-Burly.
Le stade de la ville est le stade Jacques-de-Ganay.
La troisième étape de la 81e édition de la course cycliste par étapes Paris-Nice se déroulera à Dampierre-en-Burly le 7 mars 2023 sous la forme d'un contre-la-montre par équipe.

### Culture
- Le musée du cirque et de l'illusion, ouvert en 2004.
- Le cinéma.

### Cadre de vie
Dampierre-en-Burly possède le label ville fleurie, deux fleurs lui ont été attribuées par le conseil national des villes et villages fleuris de France dans le cadre du concours des villes et villages fleuris.

## Économie

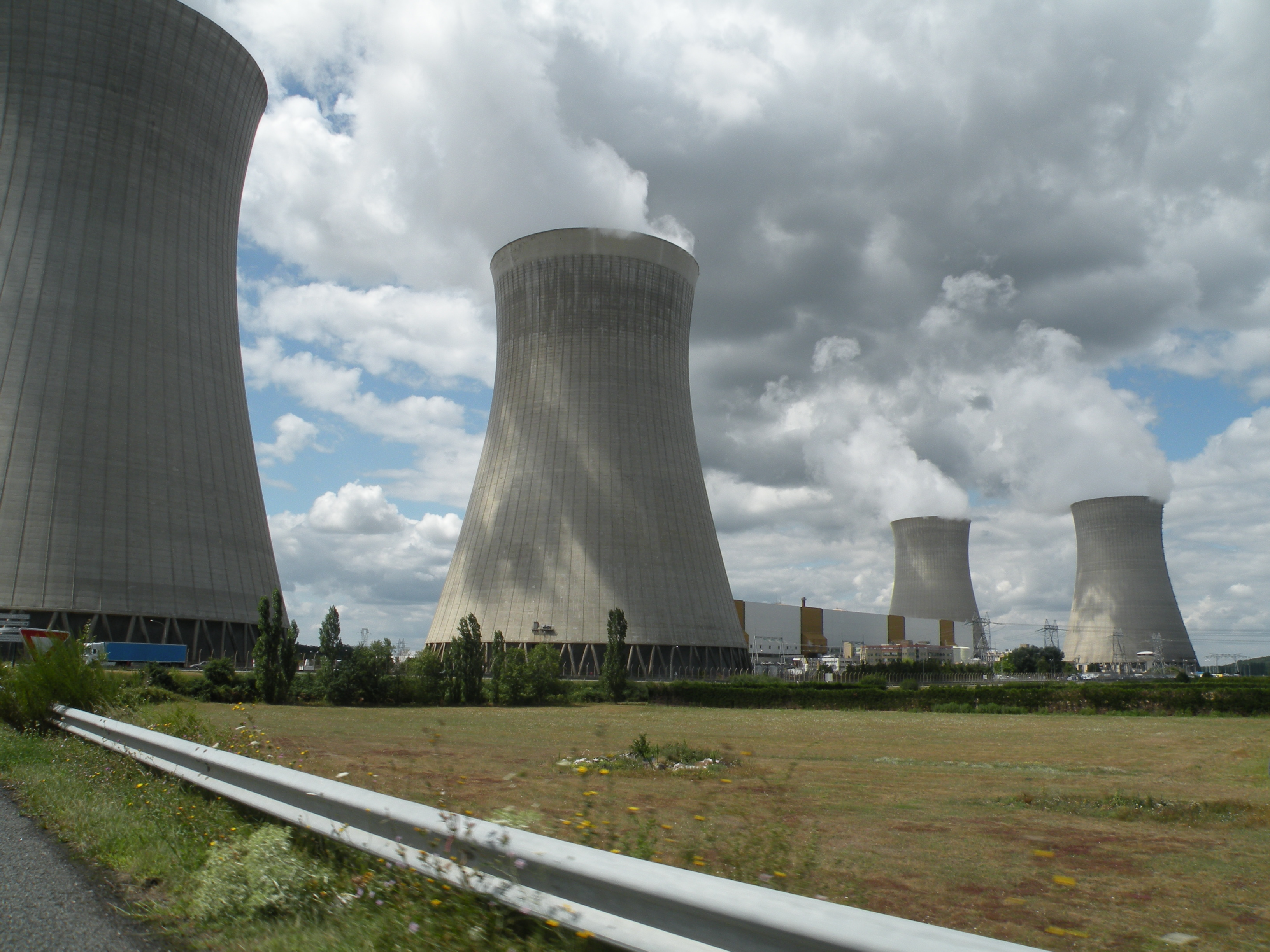
La centrale nucléaire

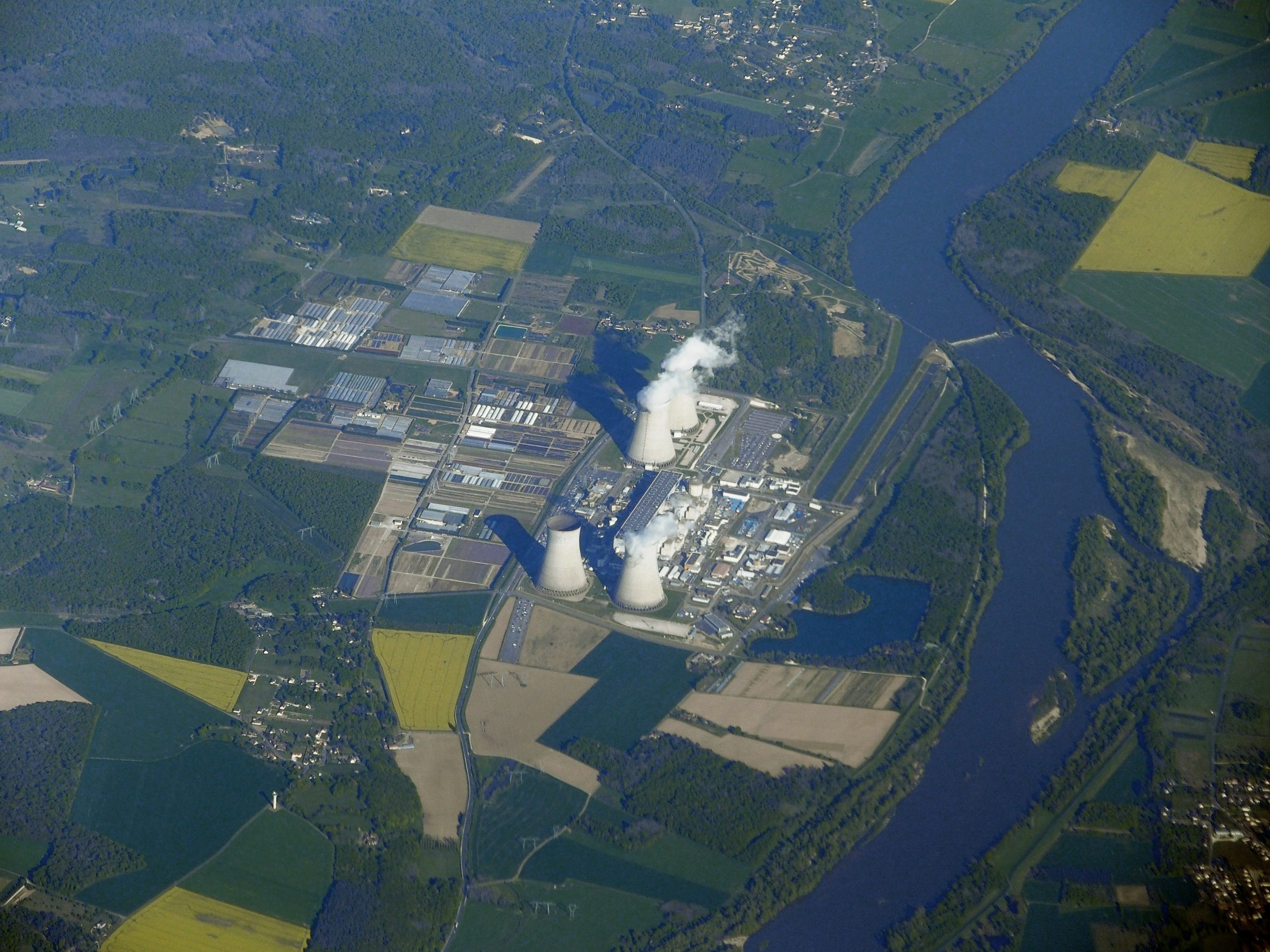
Vue aérienne de la centrale nucléaire (2016)

- Vue aérienne de la centrale nucléaire (2016)La centrale nucléaire de Dampierre, construite à partir de 1974 et mise en service en 1980 comprend quatre réacteurs à eau ordinaire sous pression (REP) de 900 MW chacun et emploie environ 1 200 personnes ;
- Le domaine horticole de Dampierre-en-Burly.

## Culture locale et patrimoine

### Lieux et monuments
- Le château de Dampierre, construit au XVIIe siècle, a notamment appartenu au XVIIIe siècle à la famille Feydeau. Rénové au XIXe siècle, il est inscrit monument historique le 6 mars 1928[121].
- L'église Saint-Pierre datant du XIXe siècle ;
- Le château du Marchais-Creux datant du XIXe siècle ;
- La croix symbolisant les limites des évêchés d'Orléans, de Sens et d'Auxerre.

Lieux et monuments.
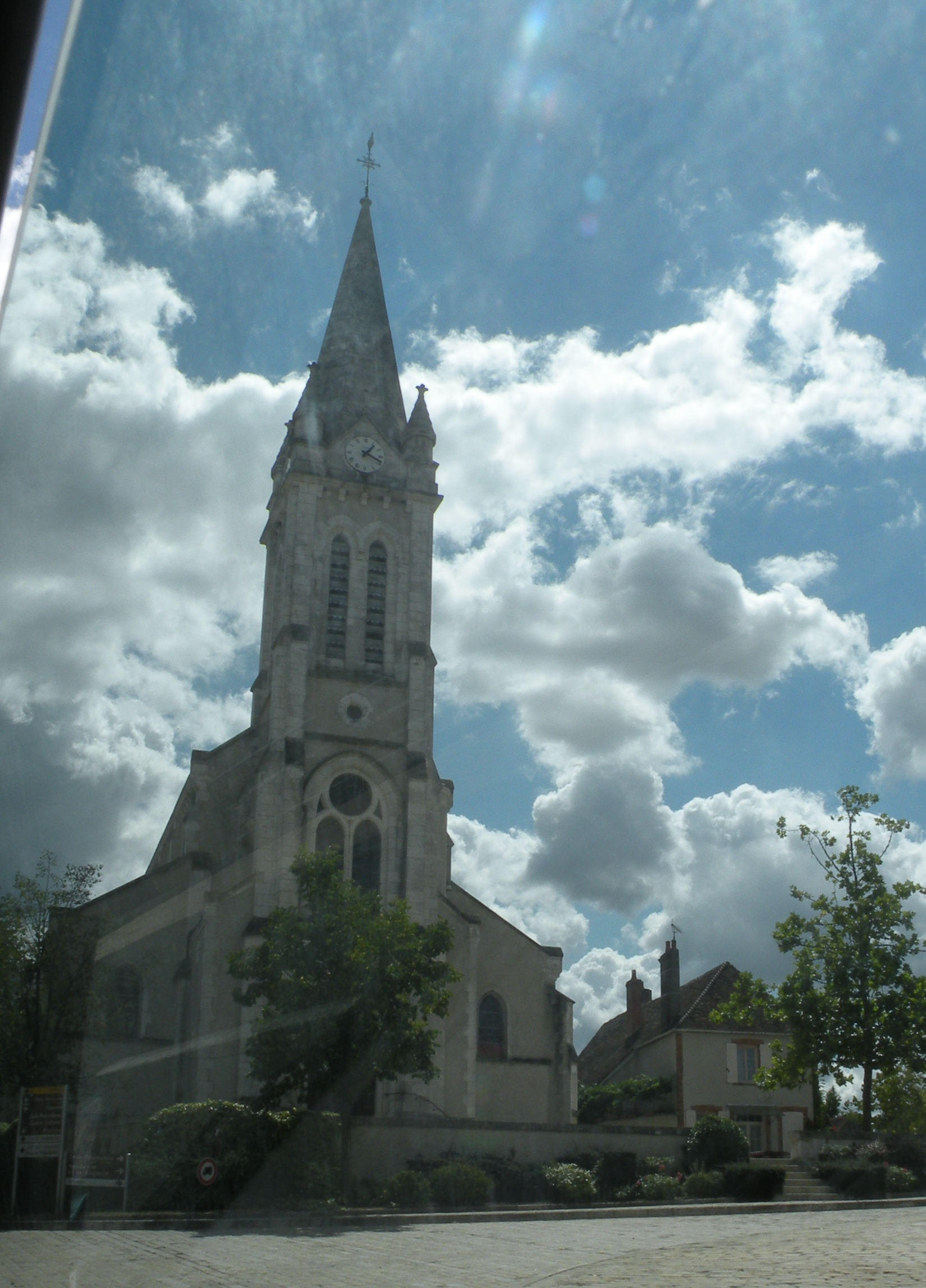
L’église Saint-Pierre
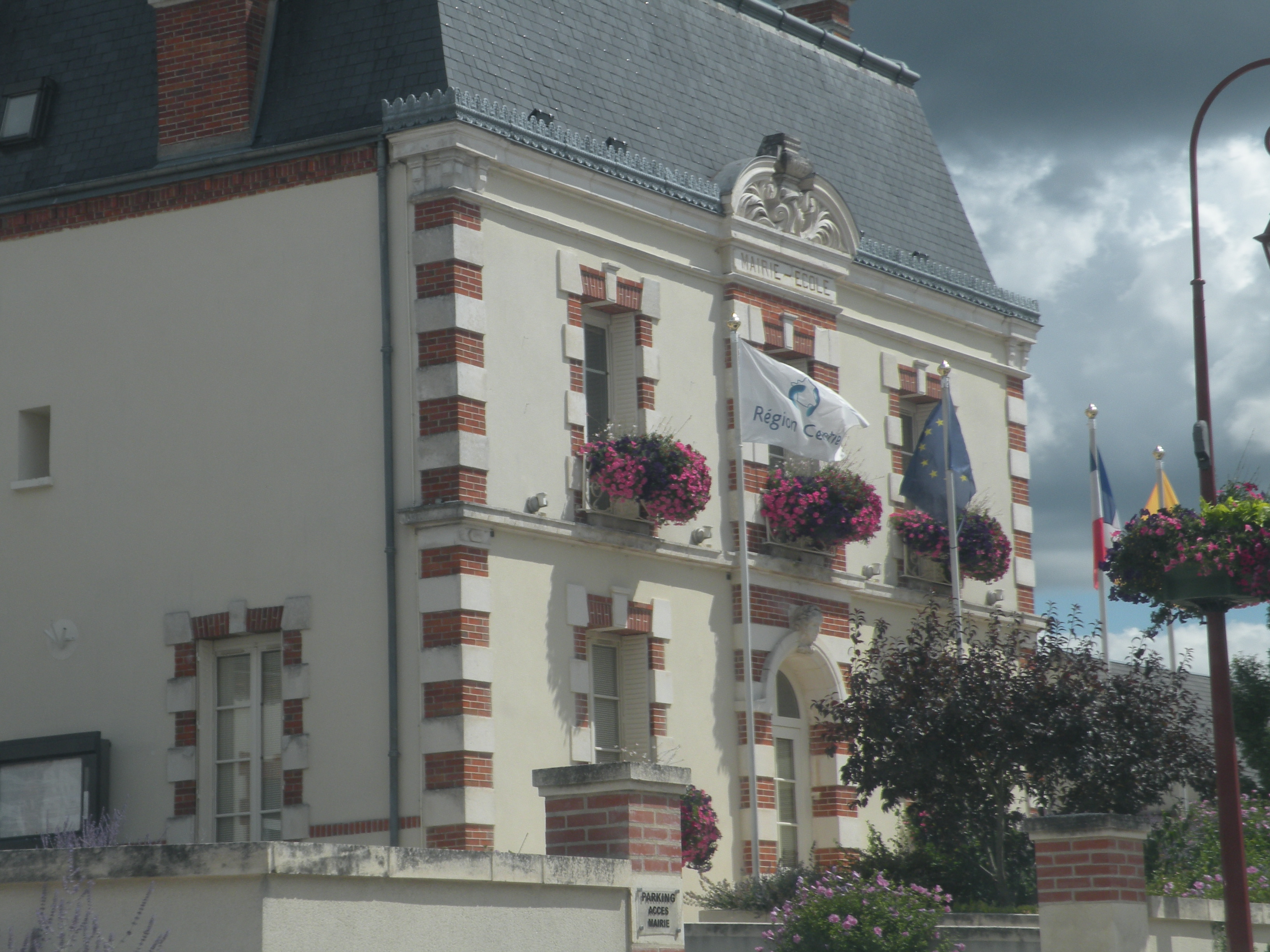
La mairie

### Labels touristiques et patrimoniaux
La commune a obtenu le label "Commune à découvrir" en raison de son patrimoine architectural et naturel. (1 horloge attribuée pour la session 2024)

### Héraldique
| Blason de Dampierre-en-Burly | Les armes de Dampierre-en-Burly se blasonnent ainsi : De gueules à un mouton contourné d'argent passant sur une terrasse burelée ondée d'azur et d'or de quatre pièces, au chef d'or chargé de trois arbres arrachés de sinople. |